# Anna Bolena
Anna Bolena (in inglese Anne Boleyn; Blickling Hall, 1507 – Torre di Londra, 19 maggio 1536) è stata regina consorte d'Inghilterra e Irlanda, dal 1533 al 1536, come seconda moglie di Enrico VIII Tudor.
Per volere del re fu primo marchese di Pembroke, nonché madre della futura regina Elisabetta I.
Il suo matrimonio con Enrico VIII fu causa di considerevoli sconvolgimenti politici e religiosi che diedero origine allo Scisma anglicano.

## Biografia

### La famiglia Bolena
Anna Bolena era la figlia di sir Thomas Boleyn, dal 1529 I conte del Wiltshire, e di lady Elizabeth Howard, a sua volta figlia di Thomas Howard, II duca di Norfolk. La famiglia Bolena proveniva originariamente da Blickling, nel Norfolk, non lontano da Norwich. Essa vantava origini nobili solo a partire dal XIII secolo; tuttavia tra i suoi antenati si annoverano un Lord sindaco della City di Londra (Goffredo Bolena, che prima di tale carica svolgeva l'attività di mercante di lana), un duca, un conte, due dame aristocratiche e un cavaliere. Inoltre, per parte materna, Anna poteva vantare l'appartenenza alla famiglia Howard, una delle famiglie più in vista del regno e che affondava le proprie origini in Tommaso Plantageneto, I conte di Norfolk, uno dei figli del re Edoardo I d'Inghilterra.
Anna, assieme al fratello Giorgio e alla sorella Maria, trascorse l'infanzia nel castello di famiglia a Hever, nel Kent. Ebbe almeno altri due fratelli, Enrico e Tommaso, che non superarono l'infanzia.

### Ipotesi sulla data di nascita

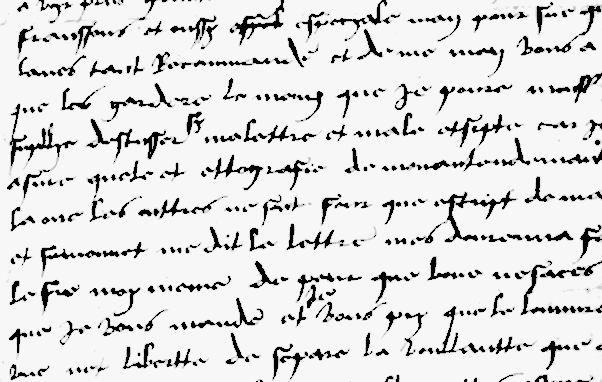
Lettera che Anna scrisse nel 1514 dal Belgio e su cui si basa il dibattito circa la sua reale data di nascita.

La mancanza di registri parrocchiali impedisce di stabilire una precisa data di nascita di Anna Bolena. Secondo uno scritto italiano del Seicento l'anno sarebbe il 1499 anche se non si ha una data per esteso certa. Tuttavia a tutt'oggi il dibattito accademico si concentra su due date-chiave: il 1500 e il 1507. Eric Ives, uno storico britannico esperto del periodo Tudor, propende per l'anno 1500, mentre Retha Warnicke, una studiosa statunitense che ha anche scritto una biografia su Anna, preferisce il 1507. In particolare, il confronto sul sostenimento dell'una o dell'altra ipotesi si basa su una lettera che Anna scrisse nel 1514 da Malines, in Belgio – dove stava completando la sua formazione – al padre in Inghilterra.
La lettera venne scritta in francese e, sulla base dello stile e della grafia matura dimostrate nella missiva, Ives sostiene che Anna doveva avere all'epoca circa quattordici anni, mentre – secondo la Warnicke – i numerosi errori di ortografia e grammatica presenti in essa dimostrerebbero, al contrario, un'età inferiore. A riprova della sua tesi Ives sostiene che quella di dodici-tredici anni fosse l'età minima per fare la damigella d'onore (e proprio a quell'età Anna era la damigella di Margherita d'Asburgo da oltre un anno); inoltre, un cronista del tardo XVI secolo scrisse che Anna aveva più di vent'anni quando, terminata la sua educazione in Francia, fece ritorno in patria.
A sostegno dell'anno 1507 ci sono due fonti indipendenti:
- lo scrittore inglese Gareth Russell, interessatosi al caso, riferisce di un documento contenente le memorie di Jane Dormer (ex dama di compagnia e confidente della regina Maria I d'Inghilterra, divenuta poi duchessa di Feria) che lei stessa scrisse nel 1612, poco prima di morire; in questo documento Jane Dormer sosteneva che Anna Bolena non fosse ancora trentenne all'epoca in cui fu processata e condannata.
- Lo storico inglese William Camden, vissuto tra il 1551 e il 1623, fu autore di un dettagliato resoconto storico sul regno della regina Elisabetta I d'Inghilterra, per scrivere il quale ebbe accesso sia agli archivi di Stato sia ai documenti privati di Lord Burghley, primo consigliere della regina Elisabetta. Nel capitolo riguardante i primi anni di vita della regina egli scrisse che la madre Anna Bolena nacque nel MDVII (1507)[6].

A tutt'oggi non esiste prova certa che avvalori l'una o l'altra ipotesi, se non i numerosi aborti spontanei da essa avuti, che sostengono l'ipotesi della sua età in fase di avanzamento, quando Anna li ebbe. (All'epoca gli aborti spontanei non erano rari, ma più frequenti in donne che avessero già superato i trent'anni d'età) Così come Anna, anche per gli altri due fratelli la data di nascita rimane incerta e, di conseguenza, si hanno dubbi su quale delle due sorelle Bolena fosse la maggiore. Alcuni elementi fanno supporre che la primogenita fosse Maria (il cui anno di nascita oggi generalmente accettato è il 1497), sia per il fatto che fu la prima a sposarsi (e all'epoca era consuetudine far contrarre matrimonio prima alla figlia maggiore), sia perché nel 1596 il nipote di Maria rivendicò presso la regina Elisabetta I d'Inghilterra il titolo di conte di Ormond proprio sulla base della primogenitura di Maria, argomentazione che Elisabetta accettò.; Giorgio, infine, sarebbe nato attorno al 1504.

### L'educazione nei Paesi Bassi e in Francia
Thomas Boleyn, padre di Anna, fu un rispettoso diplomatico con buona padronanza delle lingue straniere; ben presto egli entrò nella cerchia dei favoriti del re Enrico VII d'Inghilterra proprio grazie alle numerose missioni diplomatiche svolte all'estero per conto del re inglese.
Nel 1512 Thomas fu uno dei tre inviati assegnati ai Paesi Bassi, nomina ottenuta grazie alla sua abilità nel parlare francese e alle conoscenze della sua famiglia. Qui si mise in luce presso la reggente Margherita d'Asburgo (figlia di Massimiliano I d'Asburgo), stringendo con lei un'amicizia che gli permise di ottenere un prestigioso incarico per le figlie Maria e Anna, nominate damigelle d'onore proprio al suo servizio. Alla corte fiamminga Anna rimase dalla primavera del 1513 fino all'autunno del 1514, dove beneficiò di un'istruzione all'epoca riservata a pochissime donne.
A ottobre del 1514, in occasione del matrimonio tra Maria Tudor (sorella di Enrico VIII d'Inghilterra) e Luigi XII di Francia, il padre dispose il loro trasferimento alla corte francese, dove Anna rimase fino al 1521. Qui furono le dame di compagnia dapprima della stessa regina di Francia Maria Tudor. In seguito alla morte del re, avvenuta il 1° gennaio 1515, Maria Tudor ritornò in Inghilterra ma Maria e Anna rimasero in Francia, dove entrarono al servizio della quindicenne regina Claudia di Francia, figlia del precedente re e consorte del nuovo sovrano; Maria divenne l'amante del nuovo re Francesco I e Anna divenne traduttrice ufficiale della regina in occasione di ospiti inglesi.
Durante la sua permanenza alla corte di Francia Anna ebbe modo di apprendere la lingua francese, sviluppando anche interessi per l'arte, i manoscritti miniati, la letteratura, la musica, la poesia e la filosofia religiosa, oltre ad acquisire conoscenze sulla cultura francese, sulla danza, sul galateo e sull'amor cortese, grazie anche a un suo probabile incontro con Margherita d'Angoulême (sorella del re Francesco I di Francia), mecenate di umanisti e riformatori, nonché poetessa e scrittrice lei stessa (fra le sue opere ve ne furono alcune trattanti il tema del misticismo cristiano, tendenti all'eresia). La qualità dell'educazione che Anna ricevette fu dimostrata al suo rientro in patria, quando ispirò nuovi pensieri e mode fra le dame della corte inglese.

### Alla corte di Enrico VIII d'Inghilterra (1522-1533)
A gennaio del 1522 Anna fu richiamata in Inghilterra per sposare un suo cugino irlandese di diversi anni più vecchio di lei, James Butler, che viveva presso la corte inglese.
Tale matrimonio nasceva dalla necessità di appianare una disputa famigliare avente per oggetto la contea di Ormond e il relativo titolo nobiliare. La disputa nacque quando Thomas Butler, VII conte di Ormond, morì nel 1515 lasciando l'eredità alle sue due figlie: Margherita (la nonna paterna di Anna) e Anna. Tuttavia, in Irlanda, sir Piers Butler, pronipote di James Butler, III conte di Ormond e già in possesso del castello di Kilkenny – sede avita dei conti – contestò la volontà del deceduto e reclamò lui stesso l'eredità. Thomas Boleyn, essendo figlio della primogenita Margherita, reputandosi legittimo erede, chiese appoggio al potente cognato, Thomas Howard, III duca di Norfolk che, a sua volta, informò della questione il re in persona. Per evitare che una banale controversia famigliare potesse scatenare una guerra civile in Irlanda, si cercò di risolvere la questione organizzando un matrimonio tra i figli dei due contendenti: James, figlio di Piers Butler, e Anna, figlia di Thomas Boleyn, che avrebbe portato in dote la contea di Ormond, ponendo così fine alla controversia.
Tuttavia il piano fallì e il matrimonio non venne celebrato, forse perché sir Thomas sperava per la figlia un matrimonio più illustre, o forse perché egli stesso ambiva al titolo di conte di Ormond. Qualunque fosse la ragione le trattative andarono in fumo e James Butler sposò Lady Joan Fitzgerald, figlia ed erede di James Fitzgerald, X conte di Desmond, mentre Anna, ancora nubile, divenne la dama di compagnia di Caterina d'Aragona, regina spagnola consorte di Enrico VIII, re d'Inghilterra.
Nel frattempo Maria Bolena, sorella di Anna, era stata richiamata dalla Francia già nel tardo 1519, tornando in patria con una dubbia reputazione a causa della sua relazione con il re Francesco I e con alcuni cortigiani. Si dice che, per il resto della sua vita, il re Francesco I parlasse di Maria come della "puledra inglese che lui e altri avevano spesso cavalcato" e "una grandissima ribalda, infame sopra tutte". Nel 1520 Maria sposò a Greenwich il cortigiano William Carey, alla presenza del re Enrico VIII; poco tempo dopo divenne l'amante del sovrano. In quello stesso periodo Maria ebbe due figli: Caterina ed Enrico; molti sono i dubbi sollevati dagli storici sulla loro reale paternità. Secondo alcuni studiosi, infatti, il re Enrico VIII sarebbe il padre di entrambi, o perlomeno di Enrico; tuttavia il re negò ogni ufficiale riconoscimento, come invece aveva fatto con Henry Fitzroy (nato da una precedente relazione con l'amante Elizabeth Blount), unico figlio nato fuori dal matrimonio riconosciuto.

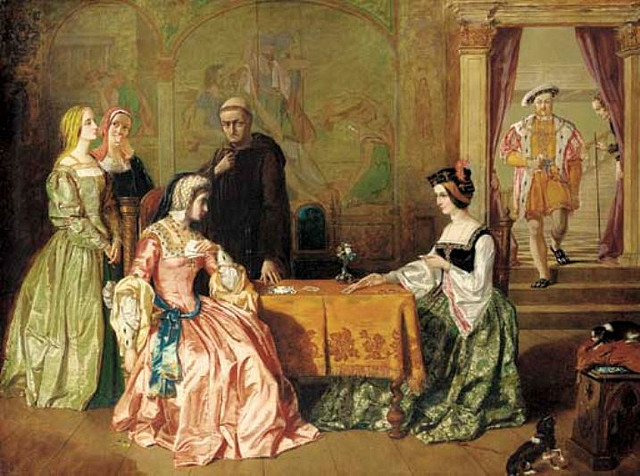
Caterina d'Aragona è ritratta mentre gioca a carte con Anna Bolena. Il dipinto è basato su un episodio descritto da George Wyatt nella biografia incentrata sulla vita del nonno, il poeta Thomas Wyatt, e su quella della Bolena. William Maw Egley, 1852.

Anna fece il suo esordio ufficiale a corte il 4 marzo 1522 partecipando, assieme a sua sorella Maria, a un ballo organizzato in onore degli ambasciatori imperiali. La danza era un masque, una sorta di rappresentazione teatrale molto in voga all'epoca, in cui veniva scelto un tema sulla base del quale a ogni partecipante veniva affidato un ruolo. Nel Chateau Vert ad Anna toccò interpretare la parte della "Perseveranza". In quell'occasione tutti indossavano abiti di raso bianco ricamati con fili d'oro. La grazia e la bellezza messe in mostra da Anna durante il ballo furono tali da farla considerare come una delle donne più eleganti della corte.
Fra i suoi ammiratori spiccò la figura di Henry Percy, VI conte di Northumberland (figlio di Henry Algernon Percy, V conte di Northumberland), con cui Anna si fidanzò segretamente attorno al 1523; la relazione tra i due giovani, considerata la disparità sociale, venne osteggiata dal padre di Percy al punto che, a gennaio 1524, il cardinale Thomas Wolsey, di cui il giovane Henry era il pupillo, impedì loro di sposarsi. Il giovane Percy difese la propria scelta sostenendo che "in questa faccenda ci siamo spinti talmente tanto avanti e davanti a tali e tanti testimoni che non saprei come farmi da parte e liberare la mia coscienza", lasciando intendere che i due non si fossero soltanto fidanzati, ma avessero già consumato l'unione, il che avrebbe conferito al fidanzamento, anche se poco formale, il vincolo di un vero e proprio matrimonio.
Allontanata dal giovane Percy, Anna venne mandata al paterno castello di Hever – la tenuta di campagna di famiglia – per un periodo di tempo indefinito, mentre Henry fu fatto sposare con Mary Talbot, una giovane nobildonna alla quale - grazie all'intermediazione del cardinale Wolsey - era promesso da lungo tempo. Ancora dieci anni dopo, Percy tentò senza successo di far annullare il proprio matrimonio, appellandosi alla promessa di matrimonio a suo dire intercorsa con Anna. Dopo il periodo di allontanamento forzato la giovane Bolena tornò a corte, sempre come dama di compagnia della regina Caterina d'Aragona.
Si vociferò anche di una relazione tra Anna e il poeta inglese Thomas Wyatt, il quale era cresciuto nel castello di Allington, Kent, nelle immediate vicinanze del castello di Hever. A sostenerlo fu George Wyatt – nipote del poeta – che espresse in alcuni suoi scritti la convinzione su come diversi sonetti, fra i più appassionati del noto poeta, presero ispirazione proprio dalla loro relazione, sostenendo anche che la donna protagonista del sonetto Whoso list to hunt (traduzione e rilettura del sonetto petrarchesco Una candida cerva sopra l'erba) fosse proprio la Bolena, qui descritta come irraggiungibile e appartenente al re:
(Whoso list to hunt tradotto da Thomas Wyatt e il sonetto originale Una candida cerva sopra l'erba di Francesco Petrarca, tratto dal suo Canzoniere.)

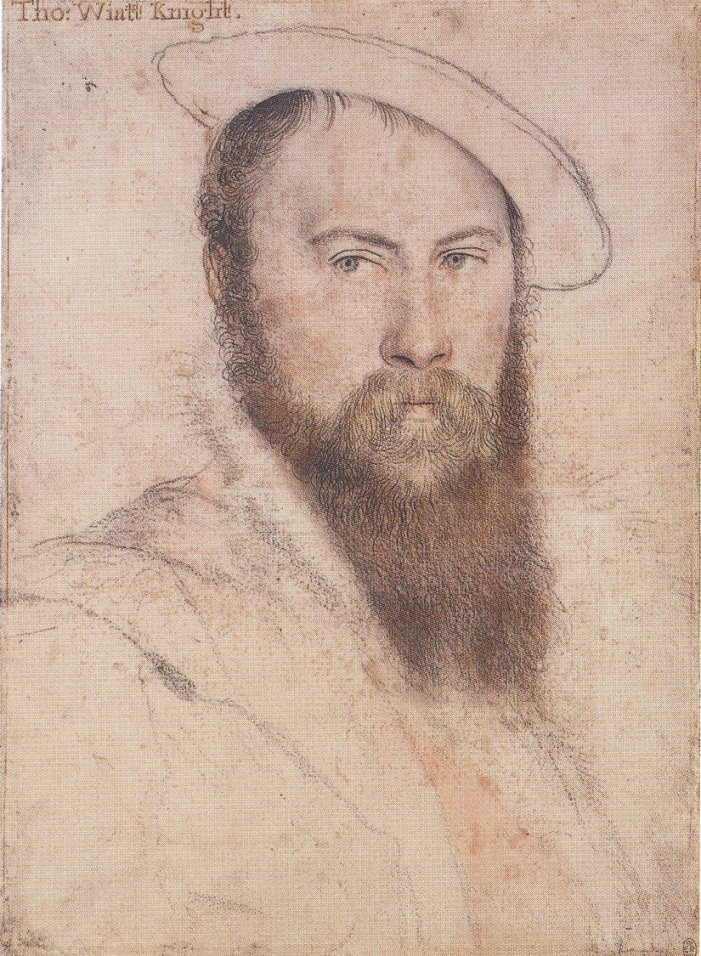
Il poeta Thomas Wyatt in un ritratto di Hans Holbein il Giovane.

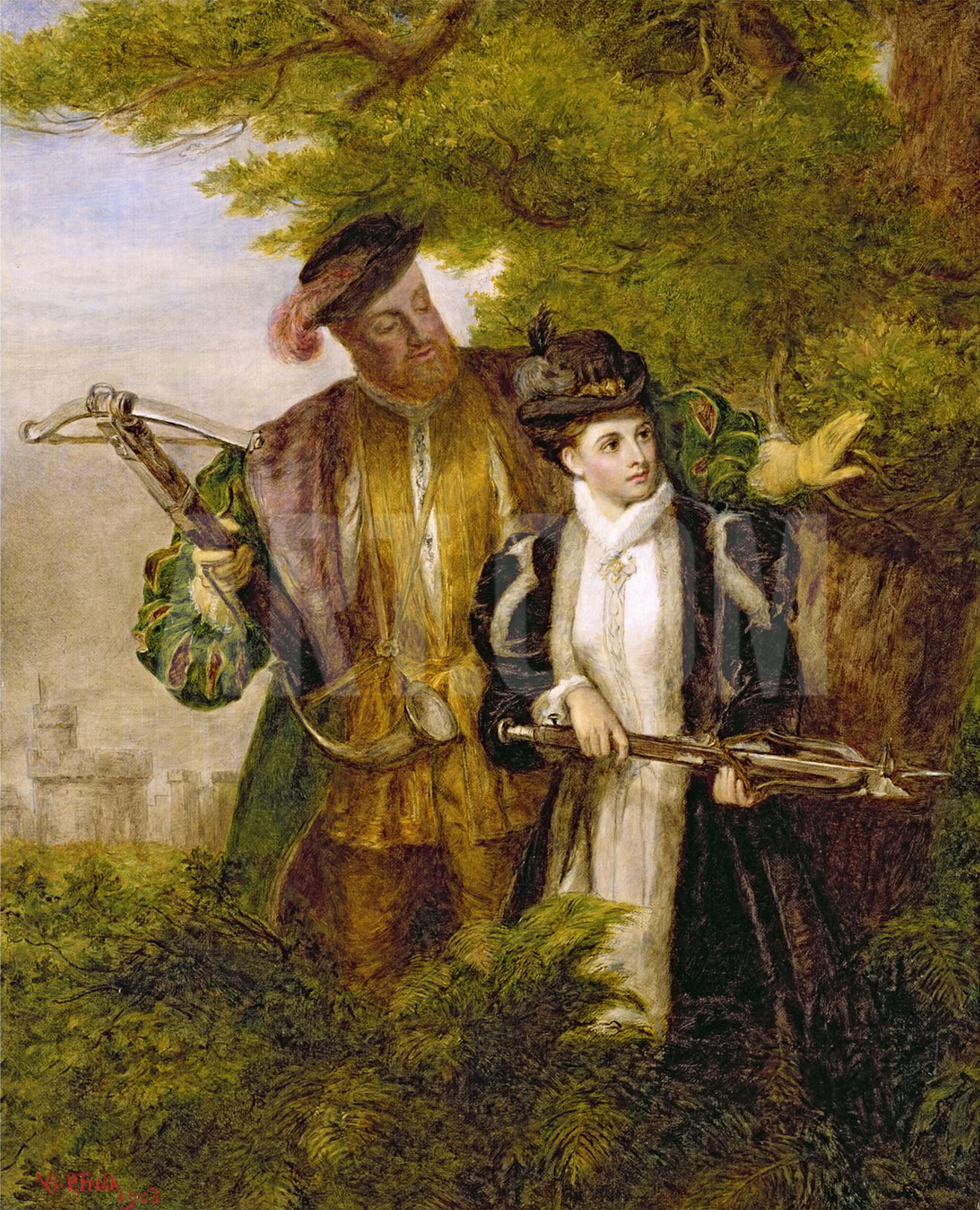
Re Enrico e la Bolena durante la caccia al cervo nella foresta di Windsor.

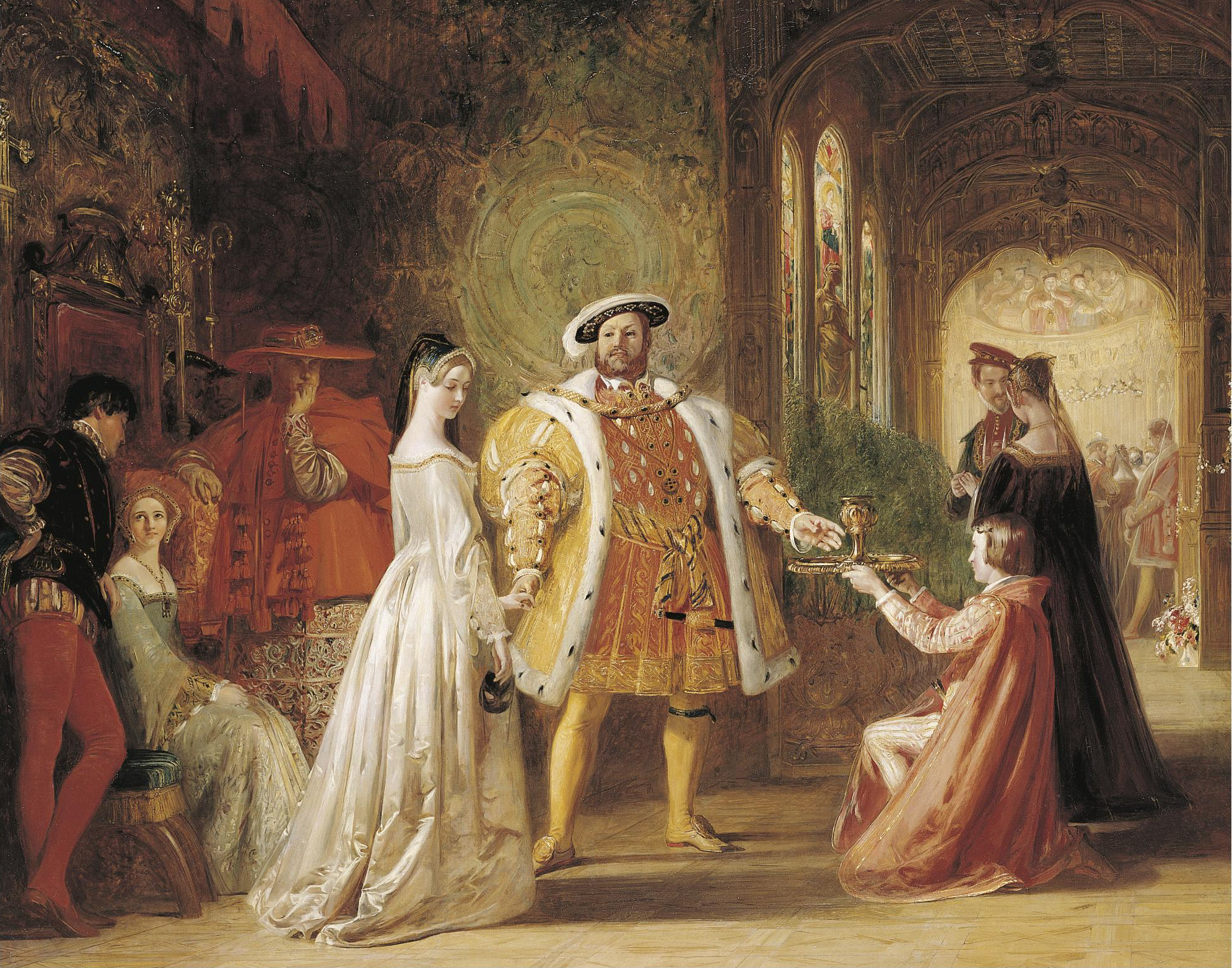
Primo colloquio tra Enrico VIII e Anna Bolena. Daniel Maclise, 1835.

Nel 1520, comunque, Thomas Wyatt sposò Elizabeth Brooke anche se, a detta di molti, fu una scelta forzata. Nel 1525 Wyatt accusò sua moglie di adulterio e, separatosi da lei, fu proprio in quel periodo che il suo interesse per Anna sembrò essersi intensificato.
Nella primavera del 1526 il re Enrico VIII, innamoratosi di Anna, incominciò a corteggiarla insistentemente affinché diventasse la sua amante, ma Anna rifiutò ogni tentativo di seduzione. L'ambiziosa giovane dovette vedere nell'infatuazione del re una grande opportunità da sfruttare al meglio: sapeva che se avesse acconsentito alla sua richiesta, sarebbe stata semplicemente una delle sue tanti amanti (così come era successo alla sorella Maria); meglio allora spingere Enrico VIII a separarsi dalla moglie Caterina in modo che, libero da ogni vincolo matrimoniale, proponesse ad Anna di sposarla, facendola diventare la nuova regina d'Inghilterra.
Per raggiungere il suo scopo Anna sapeva di dover tenere sulla corda il re spingendolo ad accelerare i tempi della separazione, cosa che, allo stesso tempo, le avrebbe permesso di intervenire a pieno titolo anche nelle questioni politiche del regno.
Sull'effettiva portata fisica della loro relazione si è congetturato a lungo; sembra che durante tutto il periodo del corteggiamento, durato circa sette anni, il loro rapporto non venne mai consumato, o almeno questo risulterebbe dalla corrispondenza che i due tennero nell'arco di questo periodo.

### L'annullamento del matrimonio con Caterina d'Aragona: la «Grande Questione»

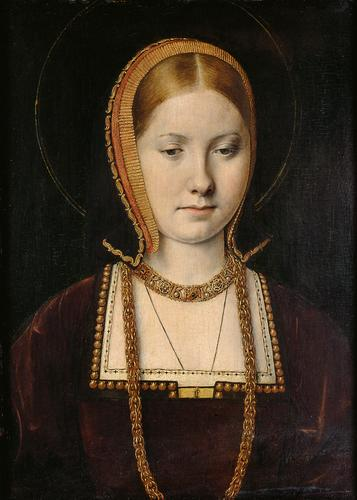
Caterina d'Aragona, la prima regina consorte del re Enrico VIII d'Inghilterra.

Si è spesso pensato che l'infatuazione di Enrico per Anna fosse l'unico motivo dell'annullamento delle nozze con Caterina, ma un altro motivo potrebbe avere spinto il re in quella direzione: l'incapacità della regina di dargli un erede maschio. Dopo molti aborti, figli nati morti o sopravvissuti solo qualche mese, Caterina era riuscita a dargli solo una figlia, Maria I d'Inghilterra. All'epoca della vicenda con la Bolena, Caterina, di salute sempre più cagionevole, non era più fertile e questo significava l'oramai impossibilità di perpetuare la discendenza Tudor (a cui aveva dato inizio Enrico VII d'Inghilterra quando vinse la Guerra delle due rose nel 1485), rischiando di provocare la destabilizzazione del regno.
Quando il re Enrico VIII, non ancora diciottenne, si era sposato con Caterina, di sei anni più grande, costei era la giovane vedova di Arturo Tudor, il fratello maggiore del re, morto a quattro mesi dalle nozze, appena sedicenne, nel 1502. A quel tempo sia l'Inghilterra sia la Spagna vagheggiavano una fusione dei due regni, pertanto già poco tempo dopo la morte del giovane Arturo i sovrani dei due regni concordarono un nuovo matrimonio tra i loro eredi. Tuttavia le nozze non poterono essere celebrate prima del 1509 a causa di un impedimento puramente teologico che riguardava un passaggio controverso di un libro della Bibbia: il Levitico. Qui, infatti, si proibisce a un uomo di contrarre matrimonio con la vedova del fratello, pena la maledizione di entrambi: «se alcuno prende la moglie del suo fratello, ciò è cosa brutta; colui ha scoperte le vergogne del suo fratello; sieno senza figliuoli» (Levitico, 20:21). Essendo, quella di Enrico e Caterina, una circostanza del tutto particolare (riguardante dinastie regali) e avuta l'assicurazione che il primo matrimonio non era stato consumato a causa della prematura morte di Arturo e della giovanissima età degli sposi, il papa Giulio II decise di aggirare il divieto attraverso l'emanazione di un'apposita dispensa, con la quale i due poterono finalmente sposarsi.
Eppure a distanza di anni, di fronte all'esigenza di contrarre nuove nozze con una donna fertile da cui avere un erede maschio, Enrico VIII contestò la validità della dispensa, sostenendo che nemmeno un papa aveva il potere di eludere la Bibbia. Inoltre rivelò di aver sempre avuto dubbi sull'effettiva verginità della regina, convinto che il matrimonio con il fratello fosse stato consumato. Questo significava aver vissuto nel peccato per tutto il periodo del matrimonio (scatenando la punizione divina che gli aveva negato figli maschi) e, ancor più, implicava l'illegittimità della figlia Maria. Il piano di Enrico era semplice: mettere in discussione la verginità della regina per invalidare la dispensa papale, obbligando così il nuovo papa Clemente VII ad ammettere l'errore commesso dal papa Giulio II e ad annullare il matrimonio. La regina si oppose con veemenza, gridando con forza la propria innocenza e la propria verginità al momento delle nozze con Enrico. La vicenda dell'annullamento delle nozze di Enrico VIII divenne presto nota, eufemisticamente, come The Great Matter, ovvero la Grande Questione.

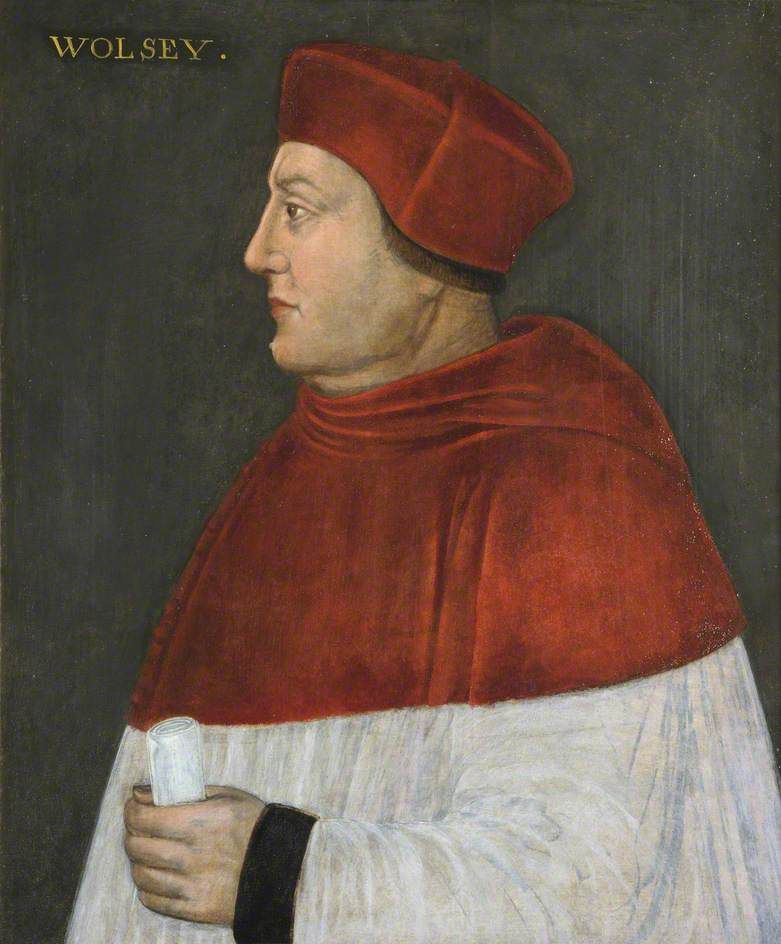
Il cardinale Thomas Wolsey, oltre a essere un uomo di Chiesa, ricopriva anche il ruolo di lord cancelliere. Con la salita al trono di Enrico VIII d'Inghilterra Wolsey divenne elemosiniere del re ed entro il 1514 era divenuto un uomo molto potente, con estese influenze in ogni affare dello Stato e dentro la Chiesa.

A maggio del 1527 il cardinale Wolsey, in qualità di legato pontificio, contro ogni procedura legale aprì un'indagine preliminare segreta (di cui non informò nemmeno la regina) per attestare se veramente il matrimonio con Caterina potesse considerarsi nullo. La situazione si rivelò subito molto più complessa di quanto era parsa in un primo momento; al testo del Levitico, infatti, si opponeva il Deuteronomio, un altro testo biblico (successivo al Levitico) dove si afferma che un cognato ha il dovere di sposare la moglie del fratello defunto, se dal matrimonio non erano nati figli: «quando alcuni fratelli dimoreranno insieme, e un d'essi morrà senza figliuoli, non maritisi la moglie del morto fuori a un uomo strano; il suo cognato venga da lei, e prendasela per moglie, e sposila per ragion di cognato» (Deuteronomio, 25:5); pertanto – secondo questo testo – il re Enrico aveva agito nel pieno rispetto della Bibbia sposando Caterina d'Aragona. A fronte dei nuovi sviluppi, per Wolsey l'unica soluzione possibile era quella di convocare un'assemblea vescovile straordinaria dove si sentenziasse all'unanimità l'invalidità delle nozze. Questo però non fu possibile a causa del voto contrario di un solo vescovo, John Fisher (vescovo di Rochester), che espresse la sua piena convinzione sulla validità del matrimonio.

La Grande Questione in un dipinto di Emanuel Leutze (1846).

Agendo questa volta di nascosto dal cardinale Wolsey, il re Enrico decise di fare un appello personale direttamente alla Santa Sede. Nel 1527 mandò il suo segretario personale William Knight dal papa a Roma, sia per chiedere l'annullamento della dispensa matrimoniale, sostenendo che era stata rilasciata dietro falsa testimonianza della regina, sia per ottenere una nuova dispensa che gli avrebbe permesso di sposarsi con qualunque donna, anche con stretti vincoli di parentela. Ma incontrare il papa non era cosa facile. A seguito del sacco di Roma, avvenuto nel maggio 1527, il papa Clemente VII era tenuto prigioniero da Carlo V, Sacro Romano Imperatore nonché sovrano di Spagna e, soprattutto, nipote di Caterina d'Aragona. Incontrato il papa e riferito l'appello del re inglese, Knight riuscì a ottenere solo la dispensa per le nuove nozze (emessa nel dicembre del 1527), ma non l'annullamento del matrimonio. Così facendo il papa impediva al re di avvalersi della dispensa concessa, almeno fintanto che il matrimonio con Caterina non fosse giudicato nullo.
Alla fine del maggio 1528 Londra fu colpita dalla malattia del sudore (chiamata anche febbre inglese) che non risparmiò nemmeno la corte. Il tasso di mortalità fu molto elevato e la popolazione decimata. Per sfuggire all'epidemia Enrico VIII scappò da Londra avendo cura di cambiare residenza frequentemente, mentre Anna fu condotta alla residenza della famiglia Bolena a Hever dove, però, contrasse la malattia, così come il cognato William Carey; il re ebbe cura di mandarle il proprio medico personale per curarla ed ella presto si riprese, mentre William Carey morì. Una volta guarita, e una volta conclusasi l'epidemia, la giovane Bolena poté tornare a corte. Ristabilita la calma, Enrico ricominciò la dura battaglia per ottenere l'annullamento delle nozze con Caterina.
La «Grande Questione» fu riaffidata al cardinale Wolsey, il quale mandò due suoi uomini (Edward Fox e Stephen Gardiner, quest'ultimo suo segretario) per fare pressioni alla Santa Sede affinché venisse concesso il permesso di risolvere la questione in Inghilterra. La richiesta venne accolta e il papa diede l'autorizzazione a istituire in Inghilterra un tribunale ecclesiastico per esaminare attentamente il caso, ma con il divieto ben preciso di emettere verdetto in merito, che spettava solo ed esclusivamente a Roma. Per controllare la correttezza del procedimento, e allo stesso tempo avere un referente fidato, il papa decise di affiancare a Wolsey un emissario papale italiano, Lorenzo Campeggi, che arrivò in Inghilterra il 7 ottobre del 1528.
Il processo ebbe luogo a Blackfriars, dove cominciò ufficialmente il 31 maggio 1529 ed ebbe termine il 23 luglio dello stesso anno. Tra i difensori di Caterina d'Aragona si schierarono il vescovo di Rochester John Fisher (colui che poco meno di un paio di anni prima aveva espresso voto contrario all'annullamento delle nozze nell'assemblea straordinaria vescovile indetta dal cardinale Wolsey), due esperti di diritto canonico fatti venire dalle Fiandre e il confessore spagnolo della regina. Caterina si mostrò per tutto il tempo molto forte e combattiva, rifiutò diversi tentativi del cardinale Wolsey (dietro suggerimento del re) di convincerla a entrare in convento (così da non intralciare più il sovrano nei suoi piani) e fu sempre in grado di tenere testa a Enrico, sicura com'era della propria innocenza e della legittimità del proprio matrimonio. Regina straniera in terra straniera, sapendo di non potersi fidare di nessuno – tanto meno degli uomini del re – Caterina d'Aragona chiese più volte di trasferire il processo a Roma, il che le fu concesso solo alla metà di luglio.
Anna Bolena, nel frattempo, era riuscita a ottenere una stanza vicina a quella del re e a farsi assegnare delle dame di corte. Venne trattata esattamente con gli stessi onori di una regina, tanto in privato, quanto in pubblico.

Tommaso Moro, lord cancelliere del re dal 1529 al 1532.

Nonostante il processo si fosse concluso, il verdetto venne rimandato affinché i verbali potessero essere esaminati dalla Curia romana e consentire così al papa di prendere la decisione finale. Questo venne considerato come l'ennesimo fallimento del cardinale Wolsey e, peggio ancora, come la dimostrazione della sua fedeltà al papa piuttosto che al re inglese. Accusato di praemunire, e quindi di tradimento, nell'autunno del 1529 il re acconsentì alla richiesta di Anna di destituire Wolsey dalla sua carica pubblica di lord cancelliere, nominando al suo posto sir Tommaso Moro. Il cardinale sapeva bene quanta influenza avesse Anna sul re e le chiese aiuto perché gli venisse restituita la carica, ma Anna non acconsentì, così Wolsey cominciò a tramare, assieme alla regina Caterina d'Aragona e al papa Clemente VII, un piano per costringere Anna all'esilio. Quando il re Enrico lo venne a sapere, fece arrestare il cardinale Wolsey, lo bandì da corte e gli confiscò le proprietà, che furono in parte trasferite ad Anna. Convocato a comparire al processo, Wolsey si ammalò durante il viaggio e trovò la morte il 29 novembre del 1530 a Leicester, senza mai raggiungere la Torre di Londra.
A dicembre dello stesso anno il papa auspicò l'allontanamento da corte di Anna Bolena, e solo un mese più tardi, constatando la crescente impazienza del sovrano, impose al re Enrico di non impegnarsi in nuove nozze prima dell'emissione del verdetto.
A luglio del 1531 la regina Caterina fu bandita dalla corte ed esiliata per i successivi due anni in diverse residenze di campagna: dapprima a The More (ex residenza del cardinale Wolsey posta nei pressi di Rickmansworth, nell'Hertfordshire), poi fu la volta di Bishop's Hatfield, successivamente dimorò presso il castello di Hertford e, nella primavera del 1533, fu mandata ad Ampthill (Bedfordshire). Nel contempo le sue stanze presso la corte reale furono concesse ad Anna.

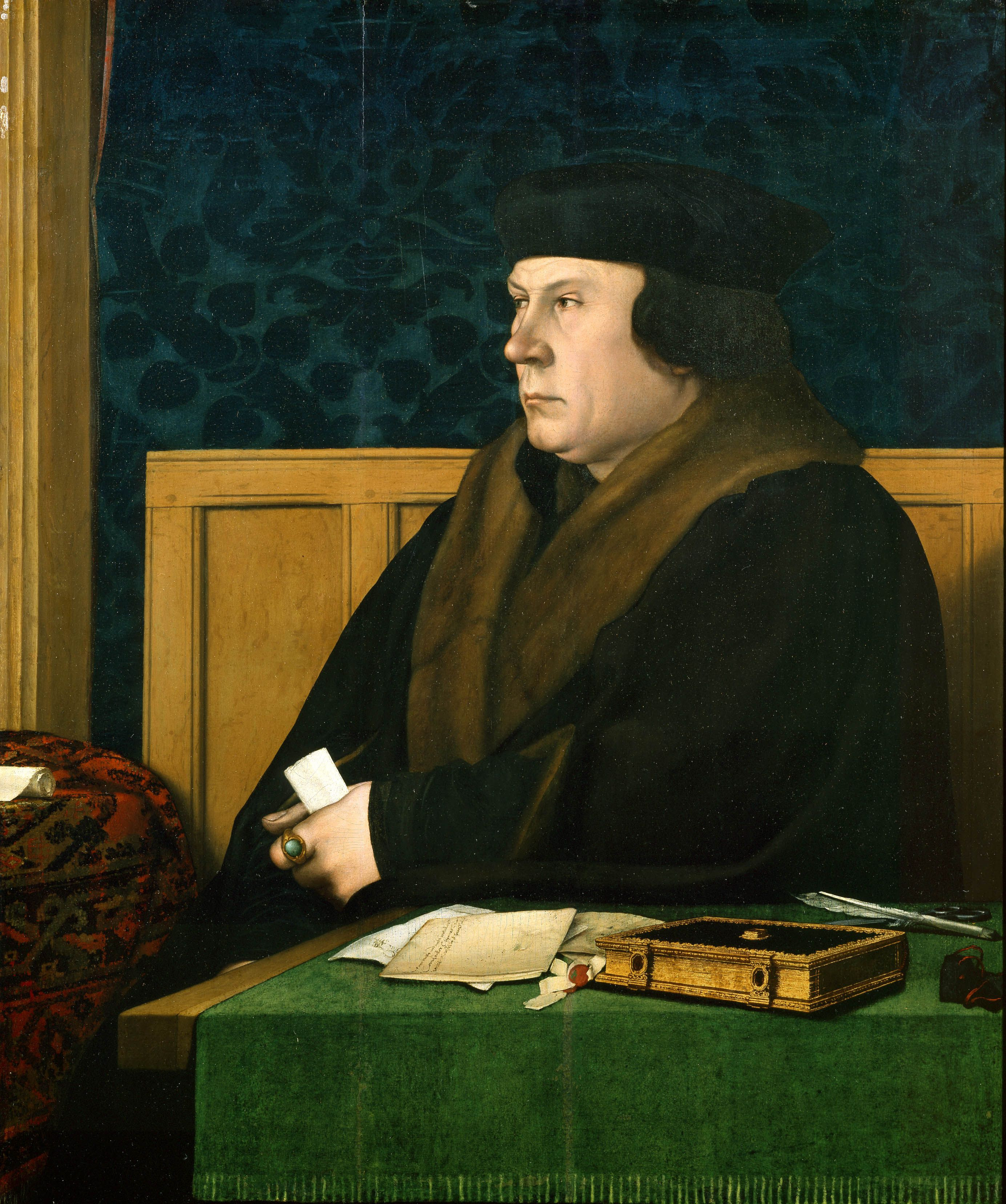
Thomas Cromwell fu primo ministro inglese dal 1532 al 1540.

Con la scomparsa di Wolsey dallo scenario politico, Anna Bolena divenne la persona più potente della corte inglese, al punto da avere una fortissima influenza sulle udienze concesse e sulle questioni politiche. La sua esasperazione per il rifiuto da parte della Santa Sede di concedere l'annullamento delle nozze la incoraggiò a suggerire al re Enrico di seguire l'esempio dei riformisti religiosi come William Tyndale, i quali negavano l'autorità del papa e sostenevano che solo il monarca dovesse guidare la Chiesa. Quando morì William Warham, arcivescovo di Canterbury, Anna fece nominare il cappellano della famiglia Bolena, Thomas Cranmer, suo successore e nuovo consigliere favorito del re.
Nel 1532 Thomas Cromwell, politico e uomo fidato del re Enrico VIII, presentò in Parlamento numerosi atti fra cui la Supplica contro i vescovi ordinari, con cui si accusava il clero di imporre al popolo inglese troppe decime, e la Sottomissione del clero, con cui si stabiliva che le leggi ecclesiastiche future sarebbero state emesse dal re, mentre quelle fino a quel momento in vigore dovevano essere sottoposte a revisione del sovrano e intese come emesse dallo stesso e non dal pontefice. Con la Sottomissione del clero, messa in atto il 15 marzo 1532, si riconosceva la supremazia del re inglese su quella della Chiesa e del papa, segnando un significativo allontanamento dell'Inghilterra dalla Chiesa Romana. Non riconoscendo la validità di tali atti e rifiutandosi di tradire il papa, Tommaso Moro si dimise dalla carica di lord cancelliere. Sempre nello stesso anno Thomas Cromwell diventò primo ministro del re, senza alcun atto formale, ma solo grazie alla mera fiducia che Enrico VIII riponeva in lui.
Durante questo periodo Anna ebbe anche un ruolo cardinale nella posizione internazionale dell'Inghilterra, favorendo il consolidamento dei rapporti con la Francia. Ella riuscì a stabilire ottime relazioni con l'ambasciatore di Francia Gilles de la Pommeraie e, con il suo aiuto, organizzò una conferenza internazionale a Calais nell'inverno del 1532, dove il re Enrico sperava di ottenere l'appoggio del re francese Francesco I affinché favorisse le nozze con Anna.

### Le nozze con il re Enrico VIII

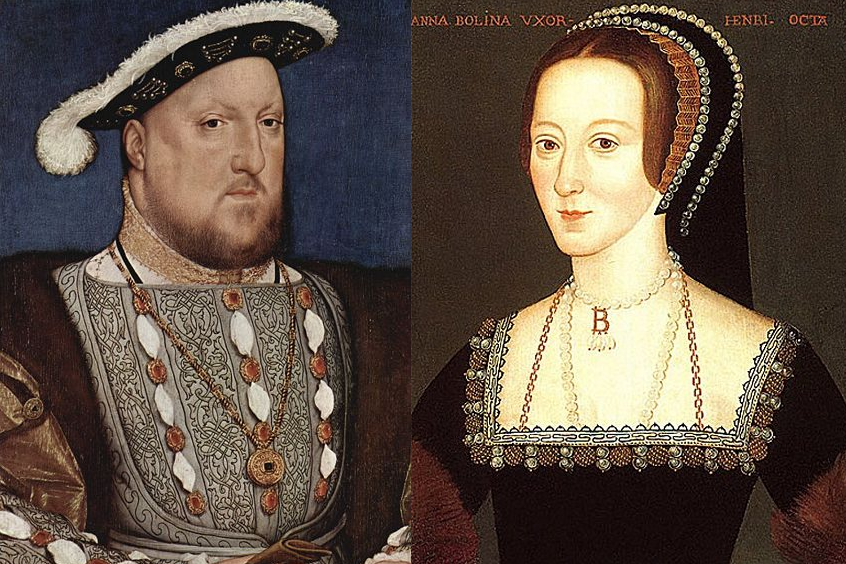
Re Enrico VIII d'Inghilterra con Anna Bolena, seconda regina consorte.

Prima di partire per Calais, in virtù delle prossime nozze con Anna, il re Enrico decise di elevare il rango della sua futura sposa. Il 1º settembre 1532 venne creato in suo onore il titolo di marchese di Pembroke, rendendo Anna la donna più ricca del regno. Anche la famiglia Bolena ottenne numerosi privilegi dalla relazione con il re inglese: il padre Thomas, già visconte di Rochford, divenne conte di Wiltshire, mentre il cugino irlandese James Butler divenne conte di Ormond. Inoltre, grazie all'intervento di Anna, la sorella Maria ricevette una pensione annua di 100 sterline, mentre il figlio minore di quest'ultima, Enrico Carey, venne educato in un prestigioso monastero cistercense.
A ottobre del 1532 il re Enrico VIII e Anna si recarono a Calais per partecipare all'incontro con il re francese Francesco I, ottenendo la sua approvazione per le nozze. Subito dopo il loro ritorno a Dover i due si sposarono con una cerimonia segreta e la prima settimana di dicembre del 1532 Anna Bolena scoprì di essere incinta, rendendo il re fiducioso di avere finalmente il tanto agognato erede maschio. Così, sapendo che la cerimonia segreta di nozze non era legalmente valida e non potendo aspettare ulteriormente il verdetto del processo, Enrico VIII fece varare una nuova legge che avrebbe permesso ai due di sposarsi legalmente secondo la legge della nuova Chiesa inglese.
Il 25 gennaio 1533 il re Enrico sposò Anna a Londra, in seconda cerimonia di nozze. Anche in questo caso venne mantenuta una certa riservatezza e segretezza, al punto che a tutt'oggi non si conosce esattamente il luogo dove le nozze furono celebrate, probabilmente nel Palazzo di Whitehall (e più precisamente nello Studio della Regina) oppure nel Palazzo di Westminster. Il matrimonio non venne reso di dominio pubblico fino ad aprile, poco tempo prima dell'incoronazione di Anna a regina d'Inghilterra.
Il 23 maggio 1533 l'arcivescovo di Canterbury Thomas Cranmer, in un'udienza del Tribunale Speciale del Priorato di Dunstable (nel Bedfordshire), concluse il processo (pur non avendone l'autorità, poiché la decisione finale spettava al papa) dichiarando non valido, e quindi nullo, il matrimonio tra Caterina ed Enrico; per contro, cinque giorni dopo – il 28 maggio 1533 – Cranmer dichiarò valide le nozze tra il re Enrico e Anna Bolena.
A seguito di questa decisione Caterina d'Aragona decise di fare ricorso a Roma. Per evitare ulteriori ostacoli il re Enrico VIII fece varare una nuova legge che rendeva le questioni riguardanti l'Inghilterra di esclusiva competenza dei tribunali inglesi (impedendo, in questo modo, qualunque ingerenza straniera, specialmente della Santa Sede).

### Regina consorte d'Inghilterra (1533-1536) e l'Atto di Supremazia

Il monogramma della regina Anna Bolena e del re Enrico VIII.

A seguito dell'annullamento del matrimonio con Caterina d'Aragona, il titolo di regina consorte d'Inghilterra passò di diritto ad Anna. Il 1º giugno 1533, incinta di sei mesi, Anna venne incoronata regina presso l'Abbazia di Westminster. L'incoronazione venne contrassegnata dalle ostilità del popolo: la gente si rifiutò di levarsi il cappello in segno di rispetto per la sua nuova regina; anzi, furono udite molte risate di scherno e ingiurie contro di lei. Quando le venne domandato che impressione avesse avuto di Londra durante l'incoronazione, Anna avrebbe risposto: «La città mi è piaciuta abbastanza, ma ho visto pochi cappelli in aria, e sentito poche lingue». Il popolo, inoltre, usò la sigla della coppia reale, «HA», cioè Henry (Enrico) and Anne (Anna), ripetendola più volte per formare una risata e coprire, così, di ridicolo gli sposi.

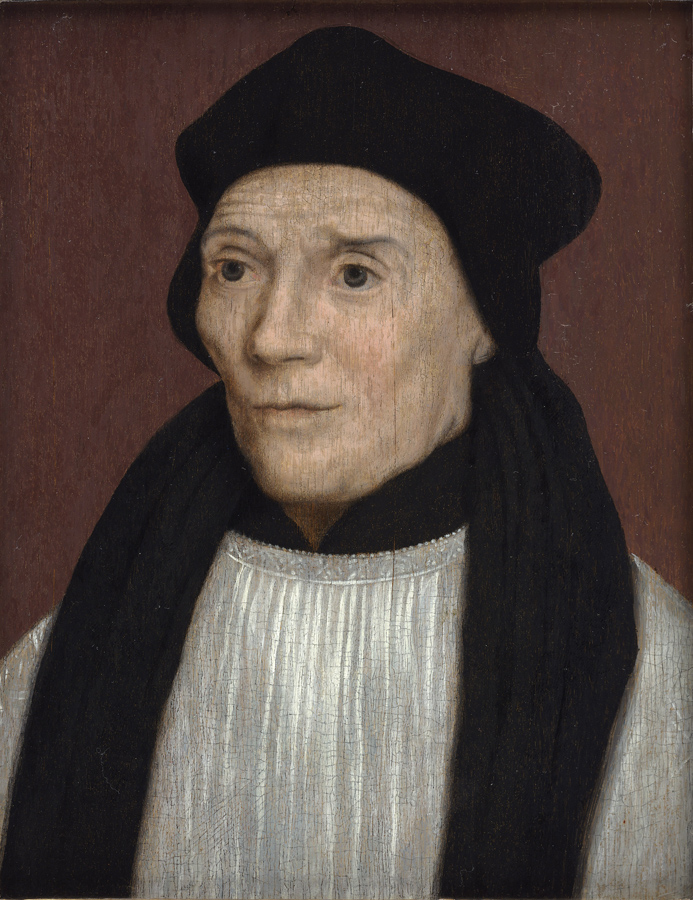
Il vescovo di Rochester John Fisher fu anche umanista e cardinale. Venne fatto decapitare da Enrico VIII con l'accusa di lesa maestà per la sua opposizione all'annullamento del matrimonio con Caterina d'Aragona. Oggi è venerato come santo e martire sia dalla Chiesa cattolica, sia dalla Chiesa anglicana.

Il popolo, che aveva amato Caterina d'Aragona, con uguale fervore disprezzò la Bolena al punto da cercare di ucciderla attraverso delle rivolte (per esempio una sera d'autunno del 1531, mentre cenava nella sua casa sulle rive del Tamigi, Anna fu aggredita da una folla di donne inferocite, per poi salvarsi grazie a una fuga in barca). La Bolena era odiata per molti motivi: prima di tutto aveva umiliato pubblicamente l'amata regina Caterina d'Aragona, simbolo d'integrità morale, di umiltà e della fede cristiana. Inoltre, l'aver spinto Enrico a separarsi dalla Chiesa di Roma e dal papa poteva essere solo frutto di un potente e malefico sortilegio; ciò faceva di Anna, agli occhi del popolo, una crudele e spietata strega. Quest'ipotesi era anche avvalorata dal pettegolezzo secondo cui Anna avesse un sesto dito e un grosso neo sul collo, considerati all'epoca marchi del diavolo. Diversi indovini e veggenti, spinti dalla superstizione o dal desiderio di riaffermare la vecchia corrente religiosa cattolica, affermeranno di aver visto accanto alla regina Anna il diavolo che le parlava.
Nel frattempo la Camera dei Comuni aveva proibito qualunque appello a Roma e minacciava l'accusa di praemunire a chiunque avesse introdotto le bolle papali in Inghilterra. Per tutta risposta l'11 luglio 1533 il papa Clemente VII emise una bolla con cui invalidò la sentenza di annullamento emessa dall'arcivescovo Cranmer; inoltre, chiese a Enrico di allontanare Anna, dichiarando illegittimi gli eventuali figli nati dall'unione tra i due. Il pontefice emise anche una sentenza provvisoria di scomunica contro il re e l'arcivescovo Cranmer. A marzo del 1534 il papa dichiarò valide le nozze con Caterina e sollecitò Enrico a tornare da lei.
A seguito della vicenda il parlamento inglese approvò una serie di atti fra cui l'Atto di Successione, con il quale re Enrico riconosceva Anna come legittima regina d'Inghilterra, spostando la linea dinastica di successione da quella di Caterina d'Aragona a quella della Bolena (e riconoscendo, quindi, legittimi i figli avuti da quest'ultima). Alla fine del 1534 venne emanato l'atto più importante: l'Atto di Supremazia, con cui il re Enrico si riconosceva capo supremo della Chiesa d'Inghilterra (assumendo quindi anche il potere spirituale oltre a quello temporale), disconoscendo in questo modo l'autorità papale e rendendo definitiva la spaccatura tra la Chiesa Romana e l'Inghilterra (scisma anglicano). Da quel momento la Chiesa d'Inghilterra sarebbe stata sotto il controllo diretto del re Enrico e non di Roma. A seguito dell'emanazione dell'Atto sui Tradimenti coloro che si fossero rifiutati di accettare gli atti, come Tommaso Moro e il vescovo di Rochester John Fisher, sarebbero stati rinchiusi nella Torre di Londra e poi giustiziati.

### La nascita di Elisabetta I d'Inghilterra

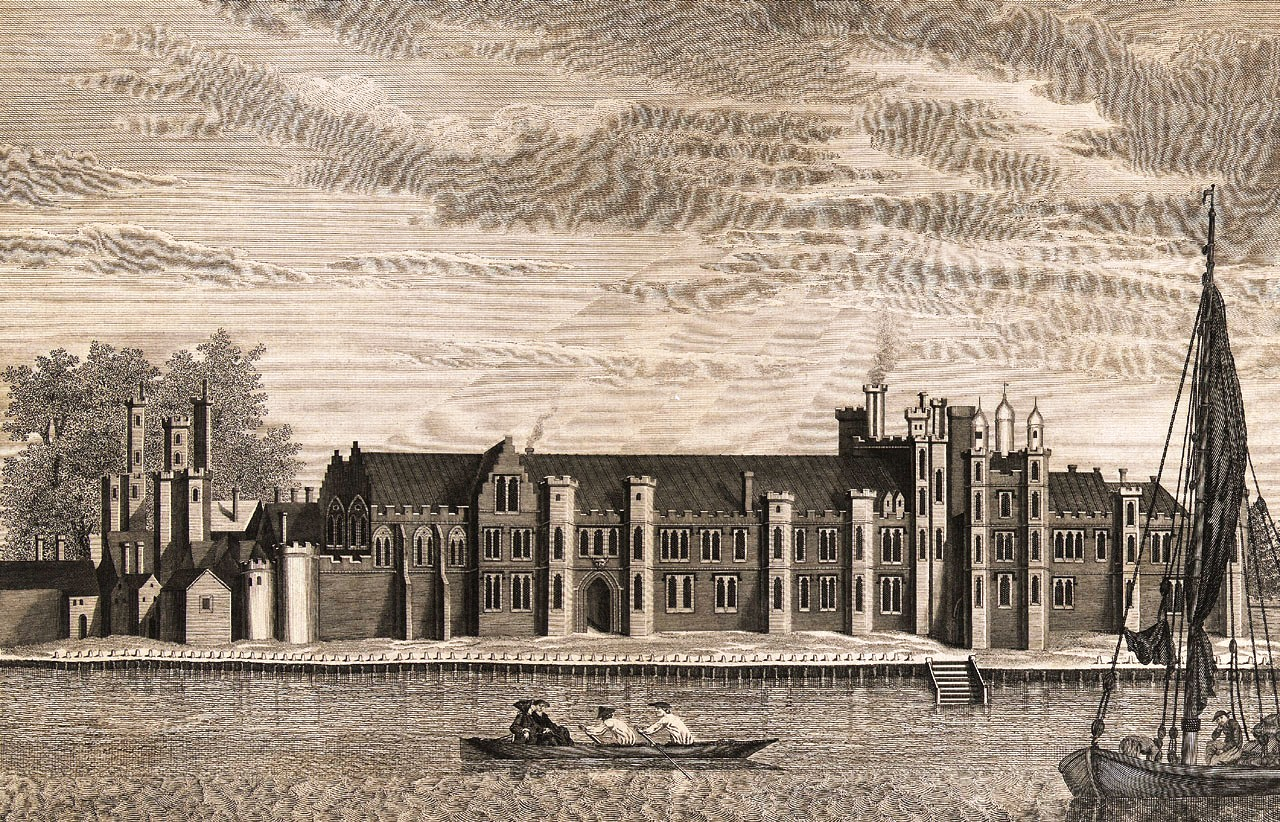
Il Palazzo di Greenwich in un disegno del XVII secolo.

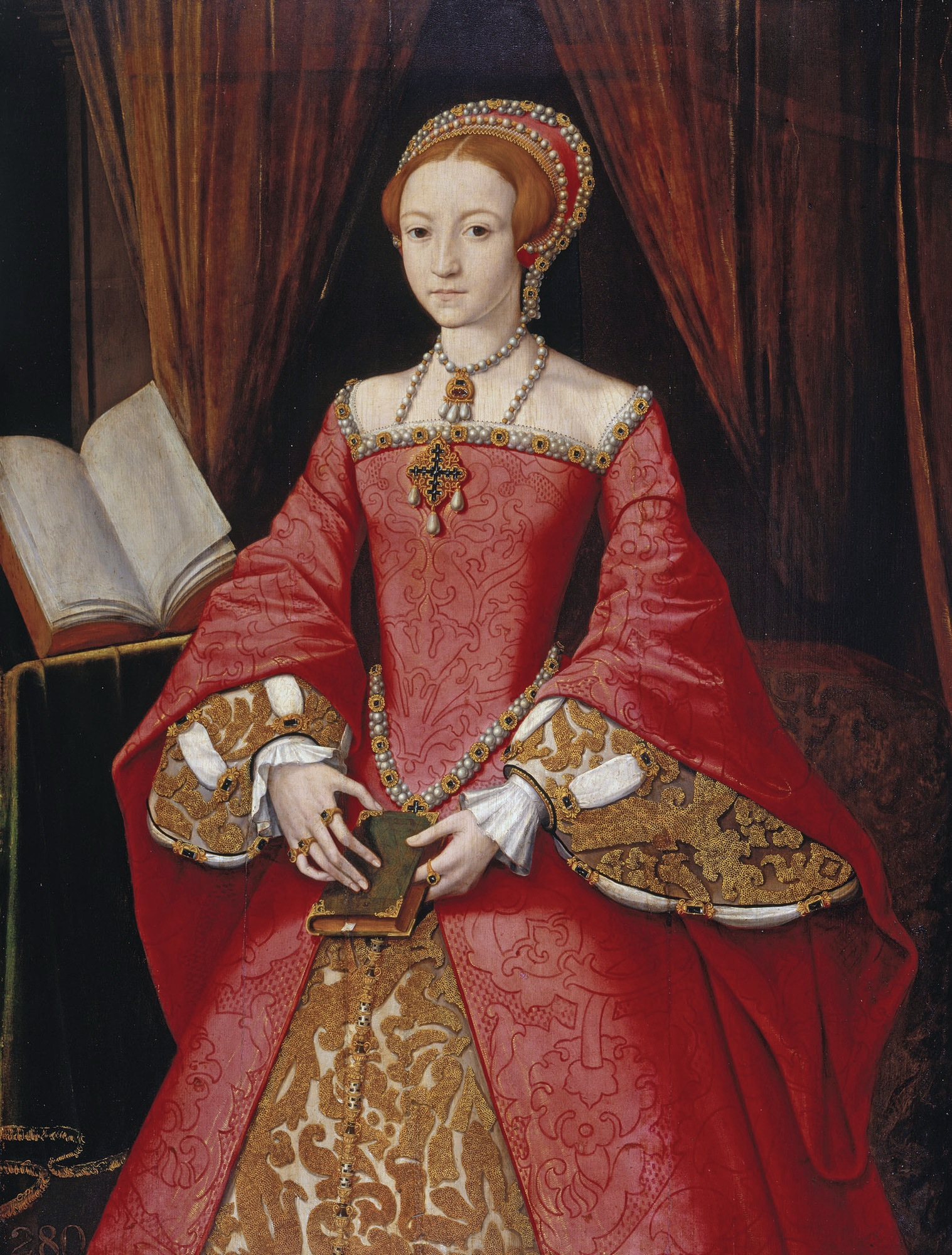
La principessa Elisabetta I d'Inghilterra, figlia della regina Anna Bolena e del re Enrico VIII, qui ritratta all'età di tredici anni circa.

Dopo la sua incoronazione Anna si stabilì per gli ultimi mesi di gestazione presso il Palazzo di Greenwich, la residenza preferita del re. Proprio in quell'edificio il 7 settembre 1533 – tra le tre e le quattro del pomeriggio – Anna diede alla luce una bambina: la futura regina Elisabetta I d'Inghilterra.
Nata leggermente prematura, la bambina venne chiamata Elisabetta probabilmente in onore della madre di uno o di entrambi i genitori (da Elizabeth Howard, la madre di Anna, o da Elisabetta di York, la madre di Enrico). Aver avuto un'altra femmina deluse molto Enrico, soprattutto in ragione del fatto che tutti, dai medici reali agli astrologi, avevano predetto la nascita di un figlio maschio. Il re aveva già provveduto a chiedere al re francese Francesco I di essere il padrino dell'erede e aveva fatto preparare in anticipo le lettere in cui si annunciava la nascita del principe (lettere che dovettero essere frettolosamente corrette al femminile), oltre ad avere già organizzato il torneo tradizionale per celebrare la nascita del principe erede (poi annullato).
Anna avrebbe voluto allattare personalmente la figlia, ma Enrico non glielo permise, così ella si premurò di procurare alla bambina le migliori balie.
Con la nascita della piccola Elisabetta, Anna temeva che Maria I d'Inghilterra, la primogenita che Enrico aveva avuto da Caterina d'Aragona, potesse spogliarla del titolo di principessa. Enrico, per tranquillizzare Anna, separò allora le due figlie e mandò Elisabetta a Hatfield House dove, assistita dalla servitù personale e dalle frequenti visite della madre Anna, trascorse la sua infanzia.

### La vita di corte

Emblema scelto da Anna Bolena per la sua carica di regina d'Inghilterra.

La corte presieduta dalla nuova regina consorte Anna Bolena era contraddistinta da lusso e magnificenza. Anna poteva contare su una servitù più numerosa rispetto a quella di cui aveva potuto disporre la regina Caterina. Alle sue dipendenze lavoravano oltre 250 persone, dai sacerdoti ai garzoni, e oltre 60 damigelle d'onore. Tra i sacerdoti, che svolgevano anche le funzioni di confessori, cappellani e assistenti spirituali, c'era anche Matthew Parker, uno dei cofondatori (insieme con Thomas Cranmer e Richard Hooker) del pensiero teologico anglicano durante il regno di Elisabetta I.
Anna investì importanti somme di denaro in abiti, gioielli, copricapi, piume di pavoni, articoli da equitazione, attrezzature, mobili e arredamento, ostentando l'opulenza richiesta dal suo status (all'epoca, infatti, ai membri della famiglia reale era richiesta una dimostrazione continua di sfarzo, atta a proclamare il potere della monarchia). Numerosi palazzi furono ristrutturati per soddisfare i gusti stravaganti di Anna e del consorte. Il motto della nuova regina divenne «la più felice» e come emblema personale venne scelto un falcone.

### Il rapporto conflittuale con il re e la lotta per un figlio maschio

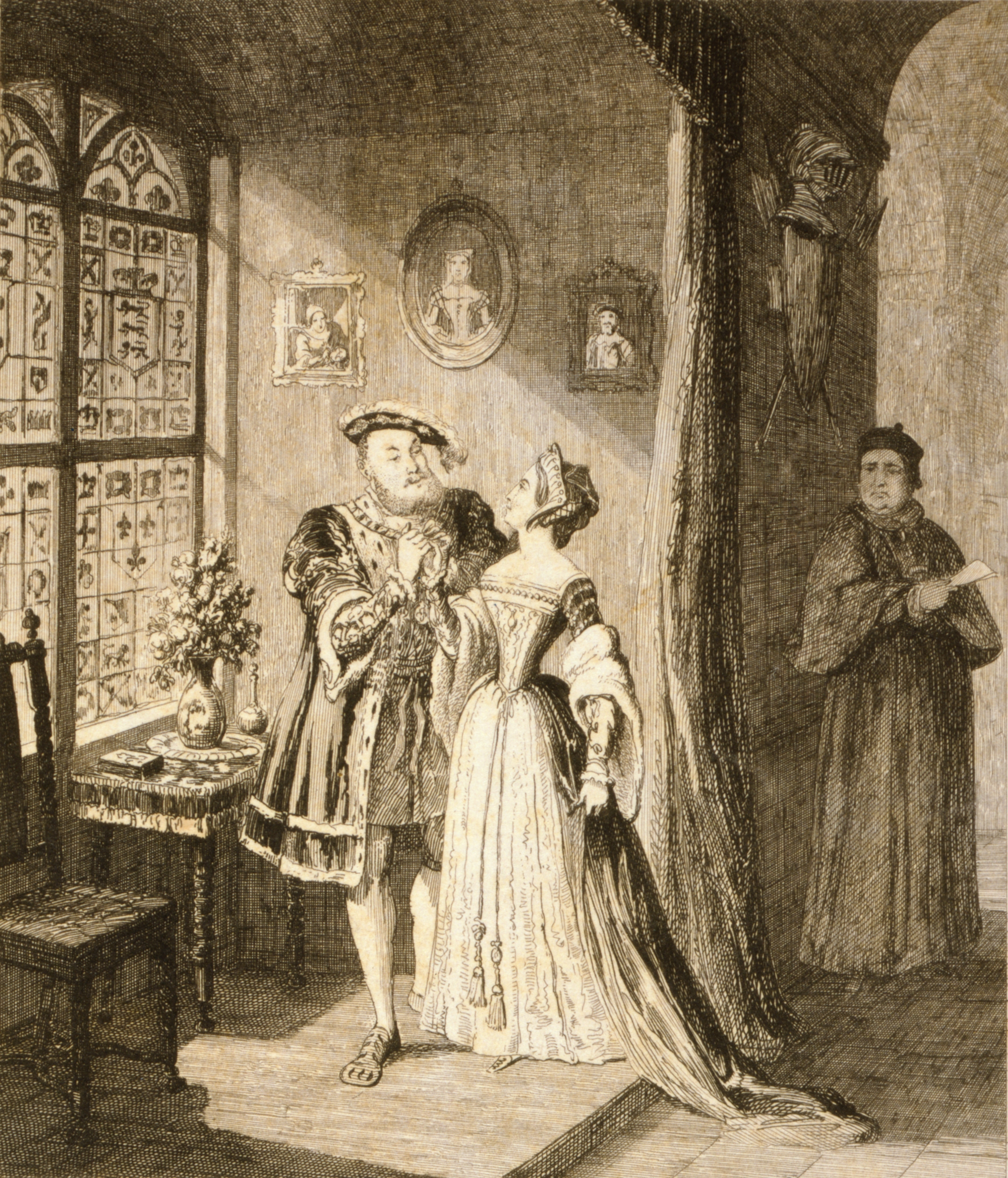
Riconciliazione tra Enrico e Anna Bolena in un'illustrazione di George Cruikshank del XIX secolo.

Il rapporto matrimoniale tra il re Enrico e Anna fu tempestoso: i periodi di tranquillità e felicità si alternavano a periodi di tensione e litigi, dovuti perlopiù alle ripetute infedeltà di Enrico, che portavano Anna a violente crisi di pianto e di collera; d'altro canto, la spiccata intelligenza e l'acume politico di Anna erano considerati da Enrico molto irritanti.
A seguito della nascita di Elisabetta, nonostante la forte delusione, Enrico e Anna credevano che avrebbero avuto altri figli, fra cui l'agognato erede maschio, ma la seconda gravidanza si concluse con un aborto spontaneo nell'estate del 1534. Il re incominciò, allora, a credere ai pettegolezzi sull'incapacità di Anna di dargli un figlio maschio e discusse con Cranmer e Cromwell sulla possibilità di separarsi da lei senza dover tornare da Caterina. La coppia reale, tuttavia, si riconciliò e nell'ottobre del 1535 Anna scoprì di essere nuovamente incinta. Sfortunatamente per lei, anche questa gravidanza finì in un aborto spontaneo.

### La morte di Caterina d'Aragona e l'ultimo aborto

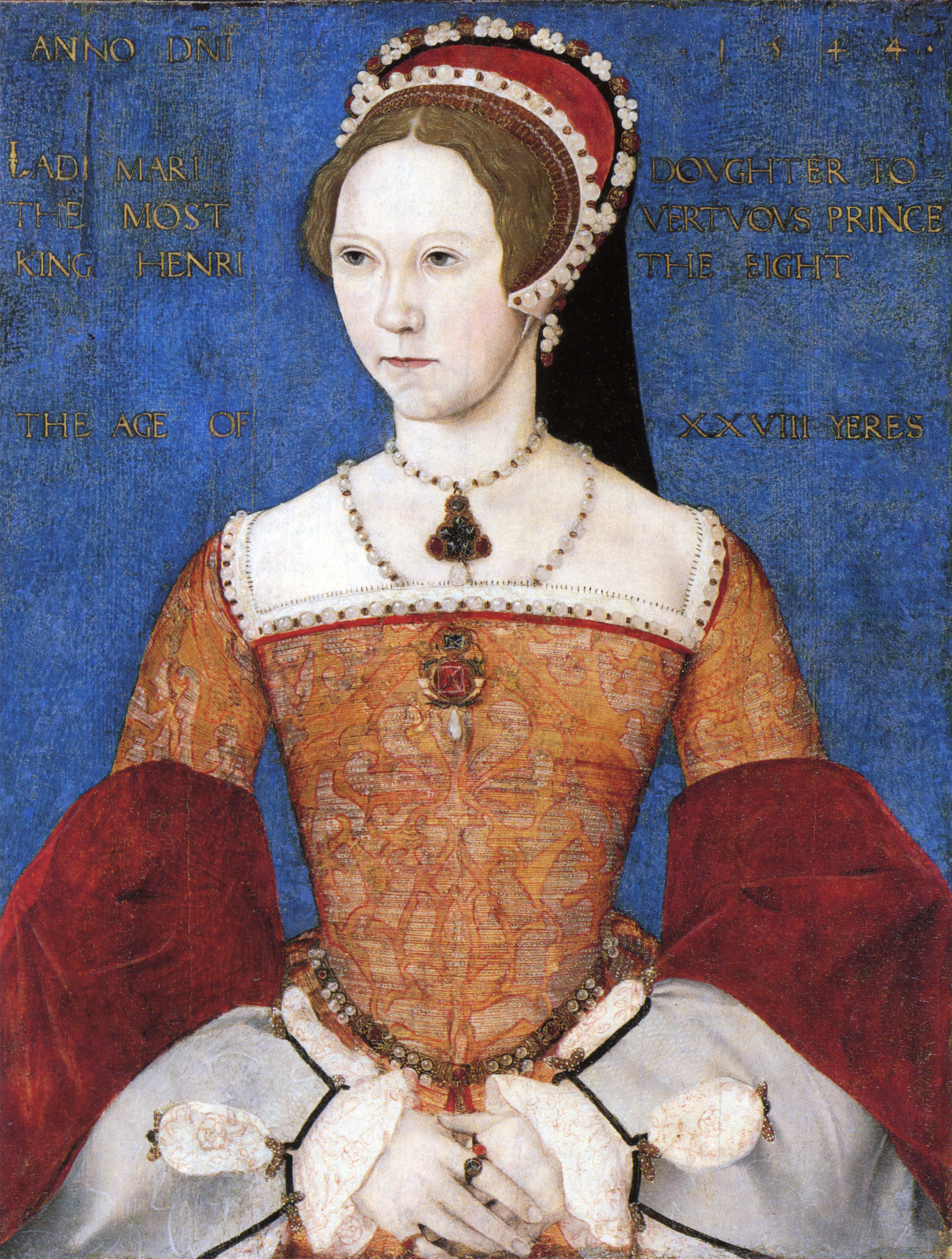
La principessa Maria I d'Inghilterra, figlia di Enrico VIII e Caterina d'Aragona, qui ritratta all'età di 28 anni.

Poco prima della nascita di Elisabetta, Caterina d'Aragona dimorava nella residenza vescovile di Buckden (Huntingdonshire), per poi essere trasferita presso il castello di Kimbolton, nel Cambridgeshire, sua ultima residenza. Qui, il 7 gennaio 1536 Caterina, da tempo malata, morì. All'apprendimento dell'infausta notizia, che raggiunse la corte reale solo il giorno seguente, Enrico e Anna, all'epoca di nuovo incinta, provvidero a indossare abiti di colore giallo. Molti interpretarono il gesto come una dimostrazione pubblica di gioia e festeggiamenti, ma nella patria della regina scomparsa, ovvero la Spagna, il giallo – così come il nero – era considerato il colore del lutto, e indossarlo era un segno di rispetto per i defunti.
Durante il processo di imbalsamazione a cui venne sottoposto il corpo di Caterina si notò che il cuore della regina era di un insolito colore scuro, come annerito. Cominciarono, allora, a circolare voci su un possibile avvelenamento e i primi sospetti ricaddero su Enrico e Anna. Oggi i medici concordano nel sostenere che l'inusuale colore fosse dovuto a un cancro al cuore – malattia, all'epoca poco conosciuta, che causò la morte della regina spagnola – anche se non ci sono prove certe ad attestarlo.

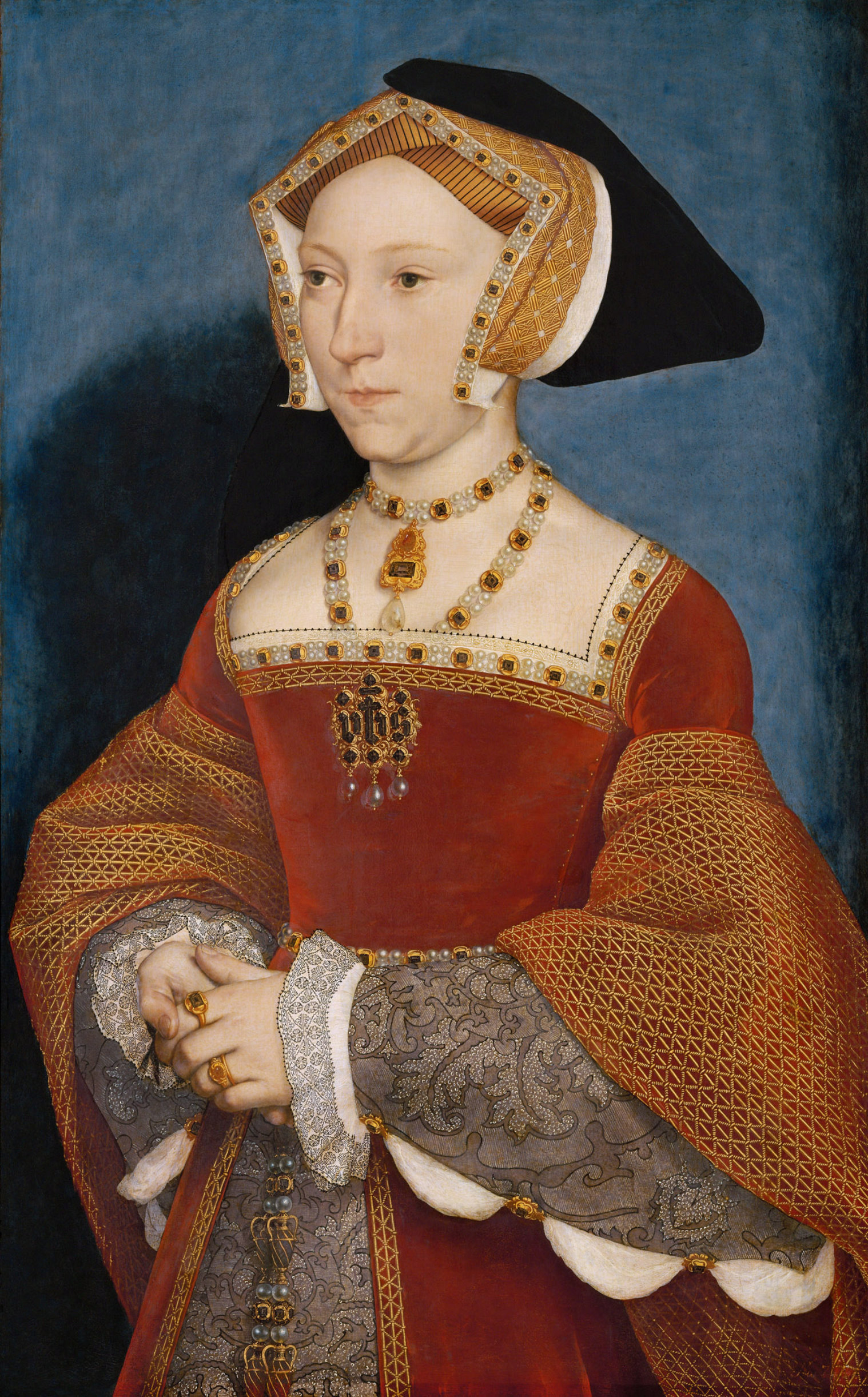
Jane Seymour divenne la terza moglie del re Enrico VIII appena undici giorni dopo l'esecuzione di Anna Bolena.

Dopo la morte di Caterina Anna cercò di riappacificarsi con la figlia di lei, Maria, ma ella respinse ogni tentativo di avvicinamento, probabilmente perché, dando credito alle voci circolanti, accusava Anna di avere avvelenato la madre. Lo stesso giorno del funerale della regina e della sua sepoltura nella cattedrale di Peterborough, il 29 gennaio 1536, Anna ebbe un altro aborto spontaneo, che la portò a partorire un feto morto. Secondo quanto riportato da Eustace Chapuys (ambasciatore del Sacro Romano Imperatore Carlo V d'Asburgo alla corte inglese) il feto era di circa venti settimane ed era di sesso maschile.
Molte sono le ipotesi sulle cause che portarono all'ennesima interruzione di gravidanza, come lo spavento che la Bolena si prese solo cinque giorni prima, quando il re Enrico cadde da cavallo durante un torneo a Greenwich e rimase incosciente per due ore, oppure quando, entrando in una stanza, vide una delle sue dame di compagnia, Jane Seymour, seduta sulle ginocchia del re. Molte speculazioni furono fatte anche sul numero effettivo delle gravidanze: secondo l'autore Mike Ashley, Anna avrebbe avuto due aborti spontanei tra la nascita di Elisabetta nel 1533 e l'aborto del feto morto nel 1536, ma la maggior parte delle fonti attestano solo la nascita di Elisabetta a settembre del 1533, un possibile aborto spontaneo nell'estate del 1534 e l'aborto di un figlio maschio – dopo quasi quattro mesi di gestazione – nel gennaio del 1536.
La notizia dell'ennesimo aborto, per di più di un figlio maschio, causò un irreversibile deterioramento del matrimonio con il re che, convinto oltre ogni dubbio circa l'incapacità di Anna di dargli un erede, cominciò a considerare il suo matrimonio frutto di un sortilegio, e quindi, maledetto da Dio. Così, già a marzo del 1536 Enrico VIII cominciò a corteggiare la dama di corte Jane Seymour, colei che sarebbe diventata la sua terza moglie. Sembra che il re avesse regalato alla sua nuova amante un medaglione con all'interno un ritratto in miniatura di sé stesso e che Jane, in presenza di Anna, cominciò ad aprirlo e chiuderlo di continuo fino a che Anna glielo strappò di mano con tale forza al punto da ferirsi.
Alla Seymour furono assegnati gli appartamenti più prestigiosi, mentre il titolo di cavaliere dell'Ordine della Giarrettiera, a cui Anna ambiva per il fratello Giorgio, fu invece assegnato allo scudiero capo Nicholas Carew, nemico dei Bolena e fidato consigliere di Jane. Anna sapeva, oramai, che di lì a poco sarebbe stata ripudiata dal re e che l'avrebbe attesa lo stesso destino di Caterina d'Aragona.

### L'arresto e il processo
Con la morte di Caterina d'Aragona, Anna si trovò in una situazione ancora più precaria. Durante la sua ascesa al potere e il suo breve regno si era fatta molti nemici a corte; inoltre il popolo inglese continuava a vedere in lei un'usurpatrice meritevole di odio e disprezzo, mentre rimaneva fedele all'amata regina Caterina.

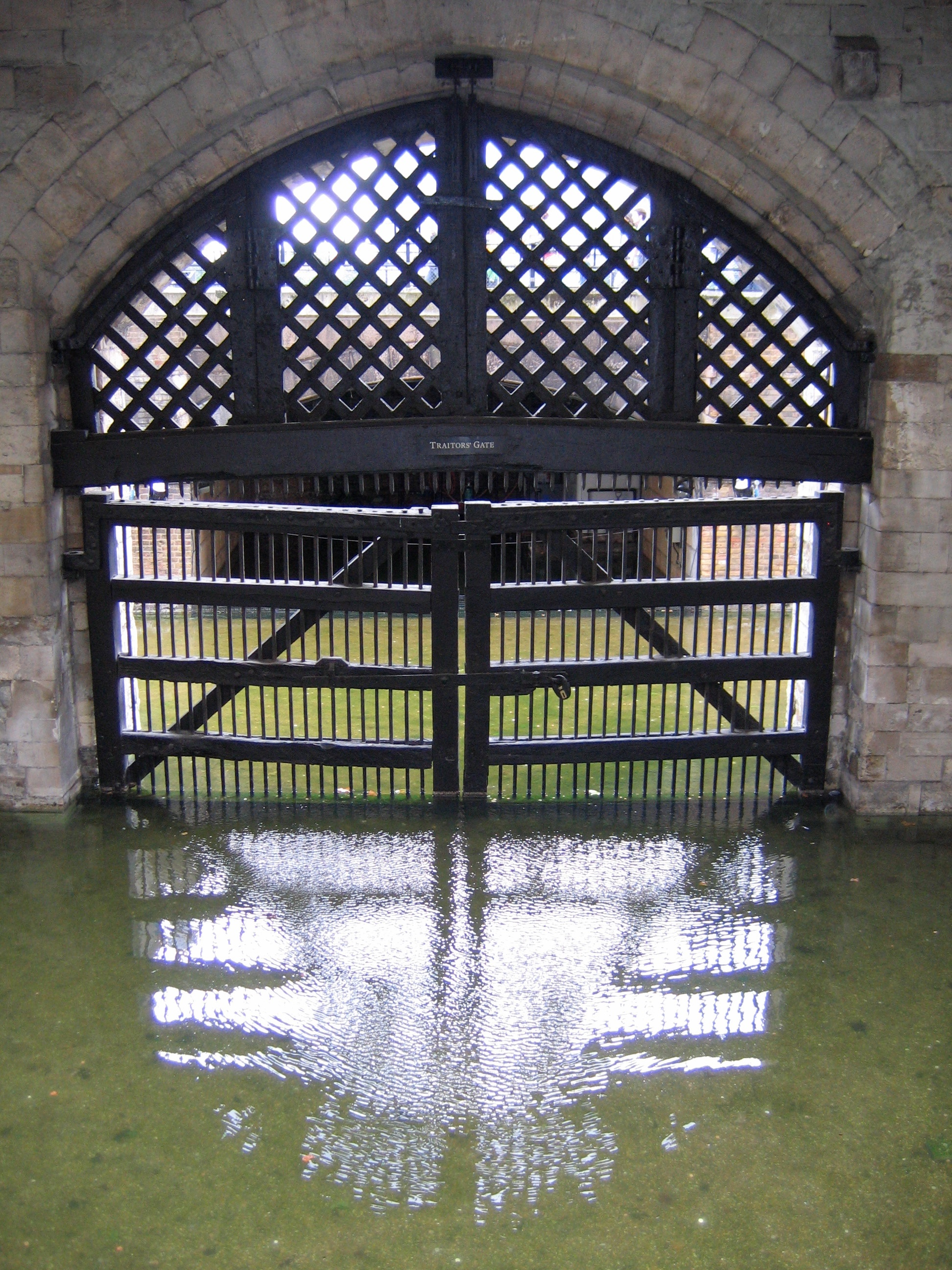
Traitors' Gate, Torre di Londra.

A partire dall'aprile del 1536 Anna fu indagata per alto tradimento. Una commissione segreta aveva raccolto per conto della Corona prove sufficienti a condannarla per tradimento e l'elenco dei suoi crimini era lungo e ignominioso: «disprezzando il legame matrimoniale e covando malanimo nei confronti del re» recitava l'accusa «nonché assecondando giornalmente il suo labile desiderio criminale, ha attirato a sé con l'inganno e il tradimento, mediante vili conversazioni e baci, palpeggiamenti, doni e altri infami solleciti, più d'uno tra i servitori e le domestiche del re per farne i suoi amanti adulterini e le sue concubine».
Il 2 maggio 1536, verso mezzogiorno, venne arrestata e portata nella Torre di Londra (Tower Green) con una barca, dove fu affidata alla custodia del suo carceriere, il conestabile William Kingston. Secondo lo storico Eric Ives è probabile che Anna sia entrata nell'edificio attraverso il Court Gate della Byward Tower, anziché dal Traitors' Gate. Nella torre Anna volle conoscere i particolari sulle sorti della sua famiglia e sulle accuse contro di lei.
In quegli stessi giorni, con l'accusa di essere stati amanti della regina, furono arrestati: Lord Giorgio Bolena (fratello di Anna, ora visconte George Rochford), Mark Smeaton (musicista di corte d'origine fiamminga, in particolare suonatore di organo e virginale), il poeta Thomas Wyatt, Henry Norris (cortigiano della Camera della Corona e amico del re fin dall'infanzia), Francis Weston (un giovane gentiluomo facente parte della cerchia di intimi della regina), William Brereton e Richard Page (entrambi cortigiani della Camera Privata del re).
I presunti amanti della Bolena furono processati a Westminster a partire dal 12 maggio 1536. Il primo a essere arrestato e processato fu Mark Smeaton; all'inizio egli negò fermamente l'accusa, ma poi confessò, forse dietro tortura, o forse dietro la promessa di libertà (fra tutti coloro che vennero sottoposti a processo egli fu l'unico a confessare di essere stato l'amante della regina Bolena). Durante gli interrogatori venne fatto il nome di Henry Norris, amico della coppia reale. Norris fu arrestato nel May Day (il 1º maggio), ed essendo di origine aristocratica, probabilmente non fu sottoposto a tortura; al processo egli negò ogni accusa, proclamando l'innocenza di Anna e di sé stesso, ma a suo sfavore c'era una conversazione sentita per caso tra lui e Anna verso la fine di aprile, dove la Bolena lo accusava di recarsi troppo spesso nei suoi alloggi con la scusa di corteggiare una delle sue dame di compagnia (identificata in Mary Shelton o Madge Shelton), ma con il reale intento di sedurre proprio la regina. Due giorni più tardi venne arrestato Francis Weston con la stessa accusa, e così fu pure per William Brereton, possidente del Cheshire e già macchiato da vari scandali. Anche Thomas Wyatt, poeta e amico della Bolena (e della quale era infatuato), fu arrestato con la stessa accusa, ma venne poi rilasciato, probabilmente grazie alla sua amicizia (e a quella della sua famiglia) con il primo ministro Thomas Cromwell. Per Richard Page l'accusa cadde quando, a seguito di ulteriori indagini, gli fu riconosciuta la totale estraneità ai fatti e quindi il pieno proscioglimento da tutte le accuse. L'imputato finale fu il fratello della regina Anna, Giorgio Bolena, sul quale gravava pure l'accusa di incesto con Anna. Processato il 15 maggio 1536 nella Torre di Londra, gli fu attribuita la responsabilità di due episodi di incesto in particolare: uno nel novembre 1535 a Whitehall e l'altro il mese seguente a Eltham. Giorgio respinse tutte le accuse, proclamando la propria innocenza; la sola testimonianza in merito al presunto incesto proveniva dalla moglie di lui, Lady Rochford. Sebbene le prove contro di loro non fossero convincenti, Mark Smeaton, Henry Norris, Francis Weston, William Brereton e Giorgio Bolena furono riconosciuti colpevoli e condannati a morte; verranno giustiziati il 17 maggio 1536 nella Tower Hill, il luogo della Torre di Londra adibito alle esecuzioni. Prima di essere giustiziati tutti gli accusati giurarono fedeltà al sovrano; solo Mark Smeaton chiese perdono per le colpe commesse, mentre Giorgio fece un piccolo discorso alla folla. Era costume all'epoca, qualora il condannato proferisse parole sconvenienti, coprire la sua voce con il rullo di tamburi, ma per Giorgio questo non avvenne: «Signori tutti, non sono qui per predicare e fare sermoni, ma per morire, come vuole la legge, e alla legge mi sottometto», esortando poi gli astanti a seguire i dettami del Vangelo e a credere in Dio «e non nella mutevole fortuna o nelle vanità della corte, perché se io l'avessi fatto, adesso sarei ancora vivo in mezzo a voi». Lo stesso giorno dell'esecuzione dei condannati l'arcivescovo Thomas Cranmer dichiarò nullo il matrimonio tra Anna e il re e, di conseguenza, illegittima la loro figlia Elisabetta.

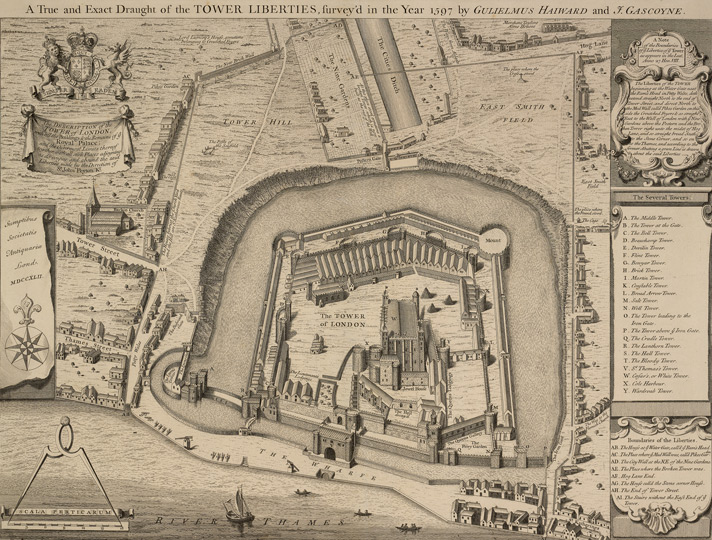
La Torre di Londra in un disegno del 1597.

Il 15 maggio 1536, il medesimo giorno in cui venne processato Giorgio, ebbe inizio anche la causa contro Anna, seppure in stanze separate della Torre di Londra. Di fronte a una giuria di Pari, che comprendevano Henry Percy – il suo antico fidanzato – e uno dei suoi zii materni Thomas Howard, III duca di Norfolk, Anna fu processata per adulterio, incesto, stregoneria e alto tradimento per aver tramato, con i suoi supposti amanti, un piano per uccidere il re e poter finalmente sposare Henry Norris. Una delle testimonianze più pesanti contro la regina fu fornita dalla sua stessa cognata, Lady Rochford, che l'accusò esplicitamente di incesto con il fratello e lasciò intendere di aver ricevuto da Anna confidenze in merito alla presunta impotenza del re, cosa questa che avrebbe messo in dubbio l'effettiva paternità di eventuali figli. Anna negò con veemenza tutte le accuse e si difese con eloquenza, ma inutilmente. Al termine del processo fu giudicata colpevole, condannata a morte e giustiziata quattro giorni più tardi.
Si dice che, quando venne annunciato il verdetto di condanna, Henry Percy, seduto in giuria, ebbe un crollo nervoso e dovette essere portato di peso fuori dall'aula. Morì otto mesi dopo, poco più che trentenne e, non avendo eredi, suo nipote Thomas Percy, VII conte di Northumberland, gli succedette.
Oggi è generalmente accettato che nessuna delle accuse mosse contro Anna fosse attendibile.

#### Il ruolo di Thomas Cromwell nel declino di Anna
Secondo la storica Alison Weir, esperta del periodo Tudor, Thomas Cromwell sarebbe il principale responsabile del declino della Bolena: il 20 aprile 1536, fingendosi malato, avrebbe ordito la fitta trama del piano per eliminare di scena la regina. Anche lo storico Eric Ives crede che il declino e l'esecuzione di Anna siano stati progettati da Thomas Cromwell; inoltre, gli scambi epistolari tra l'ambasciatore imperiale Eustace Chapuys e l'imperatore Carlo V riferirebbero parti di conversazioni intercorse tra Chapuys e lo stesso Cromwell da cui si capirebbe chiaramente come quest'ultimo fosse l'istigatore della trama per allontanare Anna (ce ne sarebbe traccia anche nella Cronaca Spagnola). Anna sarebbe stata considerata una minaccia da Cromwell per le opinioni contrapposte che i due avevano per esempio sulla redistribuzione dei redditi della Chiesa e sulla politica estera: Anna incoraggiava una redistribuzione dei redditi alle istituzioni caritative ed educative, propendendo anche per un rafforzamento dell'alleanza con la Francia; Cromwell, invece, sosteneva la necessità di rimpinguare le casse impoverite del re e preferiva un'alleanza imperiale. Il biografo di Cromwell, John Schofield, d'altra parte, sostiene l'inesistenza di una lotta di potere tra Anna e Cromwell, quest'ultimo coinvolto da Enrico solo in ragione del dramma coniugale reale.

### Gli ultimi giorni di prigionia

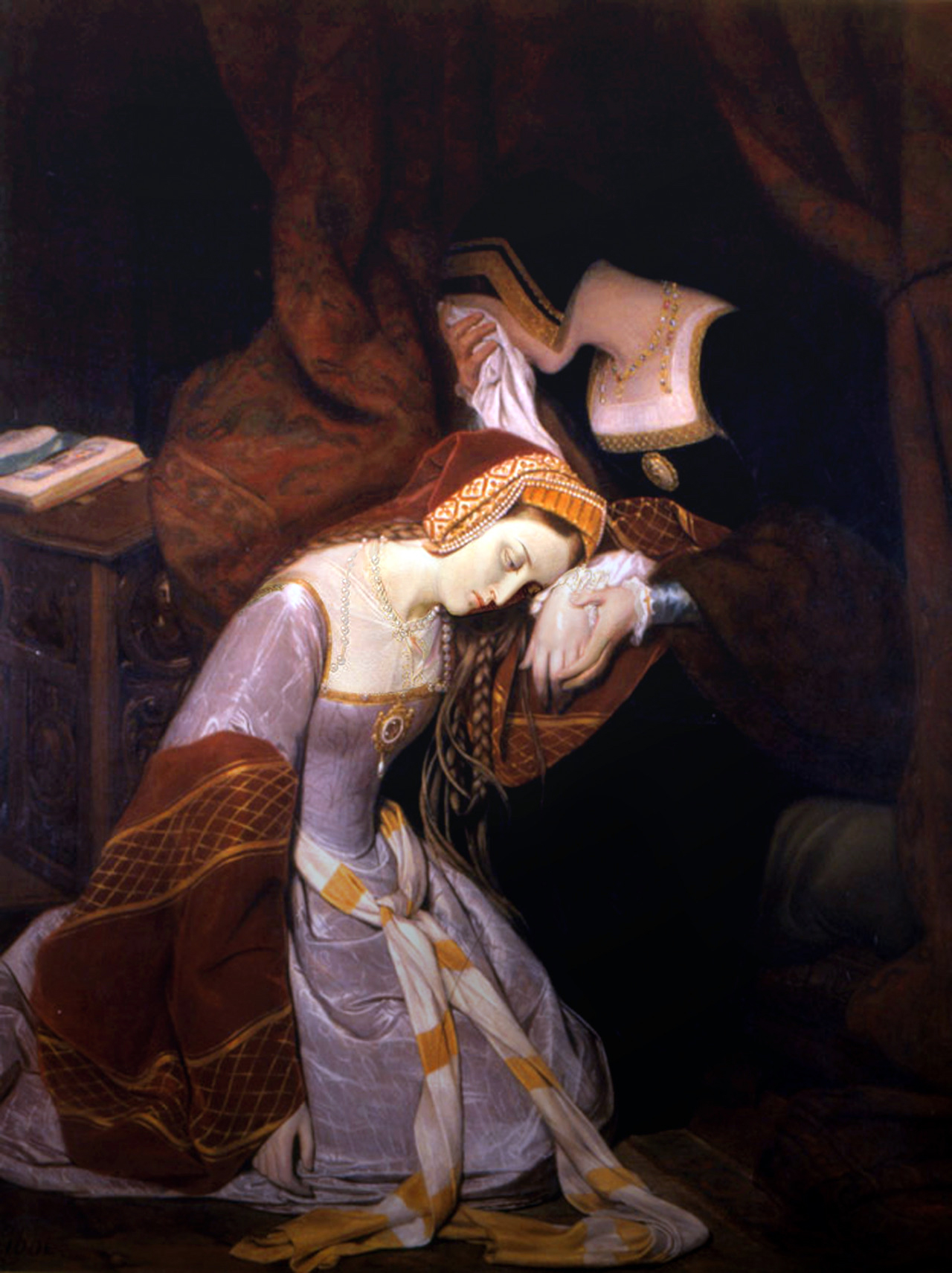
Anna Bolena nella Torre di Londra (opera di Édouard Cibot, 1835).

Anna passò gli ultimi giorni della sua vita rinchiusa nella Torre di Londra, probabilmente negli appartamenti reali (demoliti alla fine del Settecento) della Inner Ward, a sud della White Tower. Qui visse alternando crisi nervose a stati di quiete estrema. Le lettere del carceriere Kingston al primo ministro Cromwell riferivano i comportamenti contraddittori di Anna in quei giorni angoscianti: una volta era l'altera regina offesa, un'altra era la smarrita vittima pietosa, un'altra ancora la donna stremata sull'orlo dell'isteria; in alcune occasioni anelava la morte, mentre in altre mostrava uno spiccato slancio vitale, oppure vi erano momenti in cui sperava di salvarsi la vita e di rifugiarsi in convento alternati ad altri in cui era ben consapevole della sua imminente e inevitabile esecuzione. È possibile che tale crollo psicologico fosse almeno in parte dovuto anche ai postumi dell'aborto avuto solo pochi mesi prima e dalla morte del fratello. Pertanto, la leggenda (posteriore alla sua morte e attribuita a un poeta anonimo) della ritrovata pace spirituale che, per temperamento e vicende circostanti Anna non ebbe mai in vita, aveva lo scopo di dipingere Anna come una vittima della bramosia del re.
Esiste una poesia, dal titolo Oh Death Rock Me Asleep, che molti attribuiscono ad Anna Bolena e che avrebbe scritto proprio durante gli ultimi giorni di prigionia nella Torre di Londra. La poesia rivela i sentimenti della Bolena in attesa di essere giustiziata e mostra una persona che vedeva nella morte un modo per porre fine alle proprie sofferenze. Secondo altri la poesia sarebbe stata scritta, invece, dal fratello Giorgio.
Come si conveniva a una regina fu permesso ad Anna di avere la compagnia di quattro dame nella Torre di Londra, che lei considerava piuttosto «guardiane» (a loro, infatti, era affidato il compito di riferire ogni cosa interessante che avessero visto fare o sentito dire dalla regina). Le quattro dame erano la zia lady Bolena, moglie di Giacomo Bolena, la signora Coffin, sulla quale Kingston contava affinché gli riferisse tutto ciò che diceva Anna, la signora Stonor e un'altra donna il cui nome è andato perso.
Secondo quanto riferito dalle dame Anna descrisse tutti gli incontri con i suoi presunti amanti come privi di alcunché di peccaminoso, e sosteneva di essersi sempre dimostrata una regina virtuosa, dal momento che respinse ogni loro corteggiamento.

### L'esecuzione e la sepoltura
Secondo quanto previsto dall'Atto di tradimento (emesso durante il regno del re Edoardo III d'Inghilterra) i reati imputati ad Anna rientravano tra le forme di tradimento – presumibilmente a causa delle implicazioni per la successione al trono – per le quali era prevista la pena di morte: impiccagione, sbudellamento e squartamento per gli uomini e il rogo per le donne. In segno di clemenza il re commutò la condanna al rogo con quella per decapitazione, acconsentendo, inoltre, a che venisse usata la spada al posto della comune scure – solitamente utilizzata in Inghilterra per le decapitazioni pubbliche – riconoscendo nella spada un'arma più rapida (non sempre, infatti, il primo colpo di scure uccideva il condannato), più efficiente e più nobile, ossia degna di una regina. A tal proposito Enrico VIII fece venire da Saint-Omer, in Francia, un boia esperto, rapido ed eccellente di nome Jean Rombaud per eseguire la condanna.
La mattina di venerdì 19 maggio 1536, poco prima dell'alba, Anna chiamò Kingston, il suo carceriere, perché assistesse alla messa assieme a lei; in quell'occasione la regina giurò più volte – subito prima e subito dopo aver ricevuto il sacramento dell'Eucaristia – in sua presenza, sulla salvezza eterna della sua anima, che mai era stata infedele al re:
(Estratto da una lettera scritta dal conestabile Kingston al primo ministro Thomas Cromwell. Christopher Hibbert, Tower Of London: A History of England From the Norman Conquest, 1971.)
La scelta del luogo di esecuzione fu problematica: si temeva, infatti, che l'instabilità emotiva dimostrata da Anna durante la sua detenzione nella Torre di Londra l'avrebbe portata a dire parole o ad assumere atteggiamenti imbarazzanti di fronte a una folla che, certamente, sarebbe accorsa numerosa per assistere alla sua pubblica esecuzione. La Tower Hill, perciò, il cui accesso era troppo libero, venne esclusa, preferendo al suo posto il cortile interno, adiacente alla cappella, il cui accesso era, al contrario, facilmente controllabile. Secondo lo storico Eric Ives, invece, il patibolo sarebbe stato eretto sul lato nord della White Tower, davanti a dove oggi si ergono le Waterloo Barracks.
La Cronaca Spagnola contiene un resoconto dettagliato dell'evento: alle ore 8:00 la regina venne condotta dagli appartamenti reali al patibolo, accompagnata dalle sue quattro dame. Per la sua esecuzione Bolena scelse una sottoveste cremisi su cui indossava una veste di damasco verde scuro con guarnizioni di pelliccia e un mantello di ermellino. Infine un copricapo nascondeva la cuffia che le avvolgeva i capelli. Durante il breve tragitto Anna sembrava avere un «aspetto demoniaco» e appariva «gaia come chi non sta per morire». Una volta salita sul patibolo la regina fece un breve discorso alla folla:
(Christopher Hibbert, Tower Of London: A History of England From the Norman Conquest, 1971.)

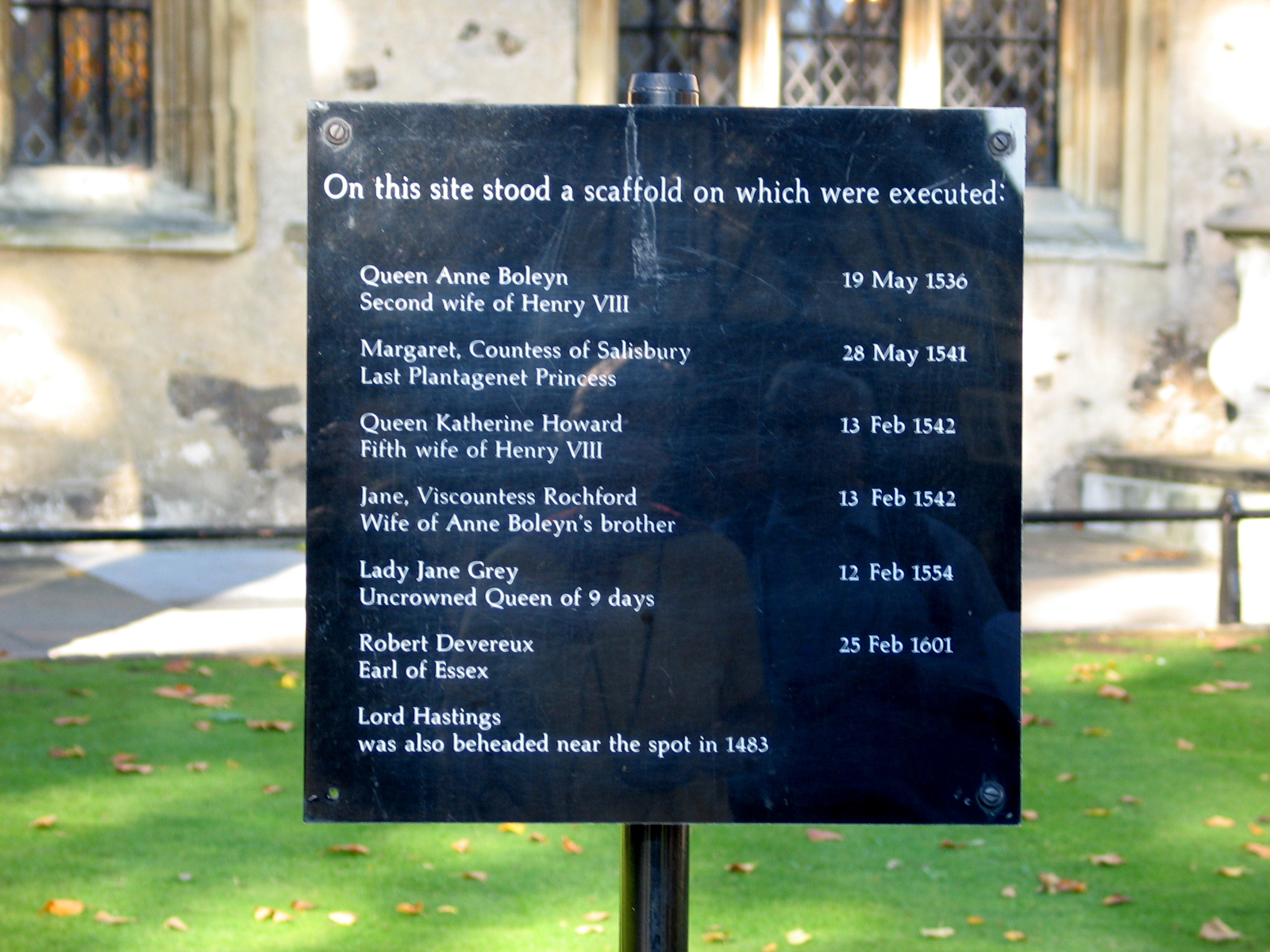
Secondo la tradizione, in questo sito – posto davanti alla chiesa di San Pietro ad Vincula presso la Torre di Londra – fu eretto il patibolo su cui venne giustiziata la Bolena.

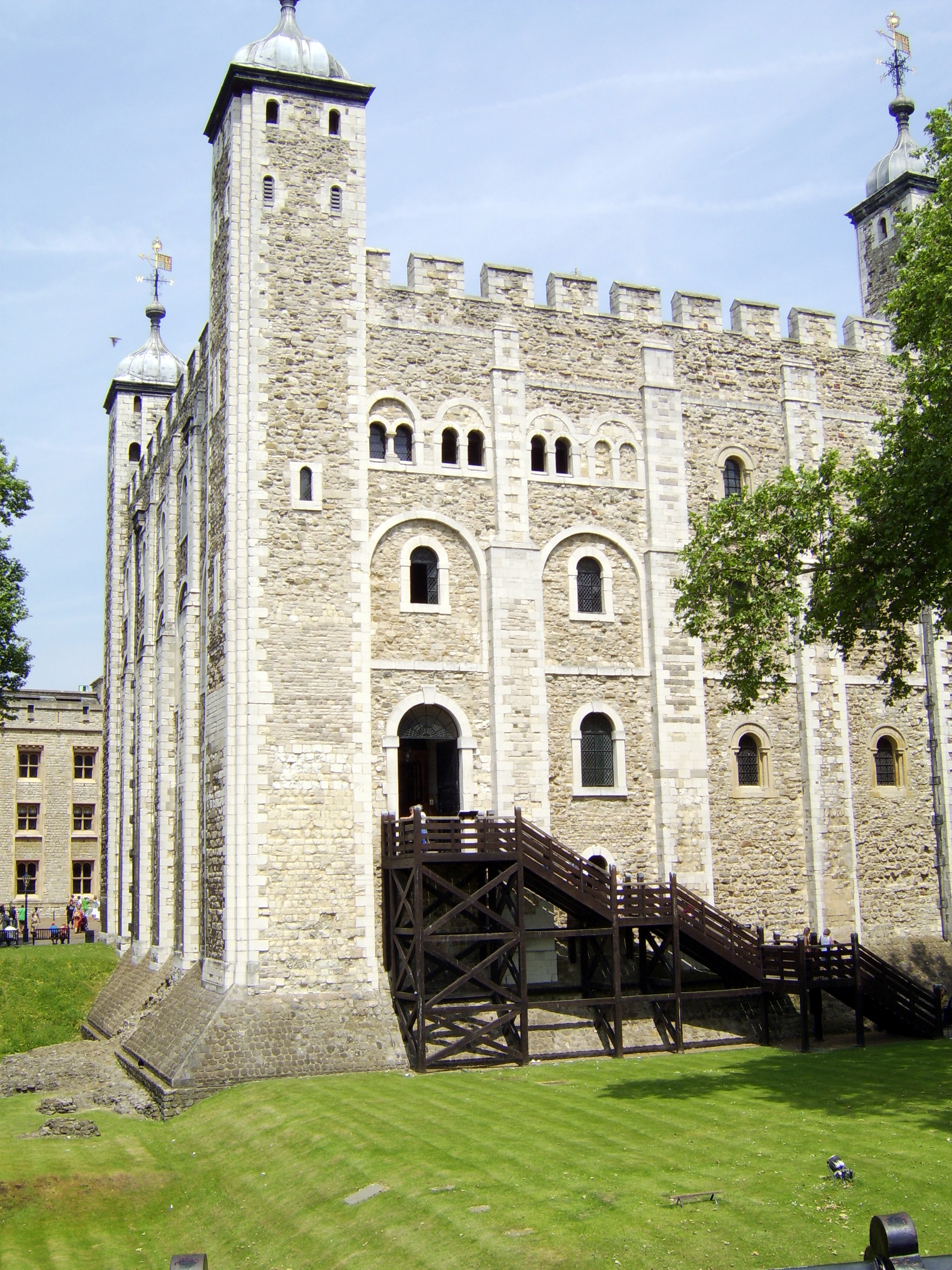
Secondo lo storico Eric Ives, invece, il patibolo venne eretto nello spazio antistante il lato nord della White Tower.

Questa è una versione del discorso trascritta dal poeta francese Lancelot de Carles a Parigi poche settimane dopo la morte della Bolena e, sebbene egli fosse stato certamente a Londra, non fu però mai testimone né del processo né dell'esecuzione; tuttavia, tutti i racconti che narrano l'episodio sono molto simili e concordano in più punti. Si dice anche che, mentre pronunciava quelle parole, Anna avesse «un bel viso sorridente».
Al momento dell'esecuzione Anna si inginocchiò in posizione verticale (secondo lo stile francese delle esecuzioni, che non prevedeva un ceppo su cui appoggiare il collo) mentre ripeteva la preghiera «A Gesù Cristo raccomando la mia anima; Signore Gesù ricevi la mia anima». Poi le dame che l'avevano accompagnata le tolsero il copricapo (ma non la cuffia, che le tratteneva i capelli lasciandole libero il collo) e le collane, mentre un'altra dama le legò una benda sugli occhi. D'improvviso il boia Rombaud brandì la spada con un gesto che meravigliò la folla, poiché nessuno fino a quel momento aveva notato l'arma, dando quasi l'impressione che si fosse magicamente materializzata fra le sue mani in quell'istante; in realtà il boia aveva nascosto la spada tra la paglia sparsa ai piedi del ceppo e il suo gesto era spiegabile con l'intenzione di cogliere di sorpresa la condannata, ed evitarle il prolungamento dell'angoscia per l'attesa, così come eventuali movimenti repentini. Inoltre, per impedire ad Anna di voltare istintivamente indietro la testa al momento della decapitazione, il boia gridò alla folla antistante il patibolo «Portatemi la spada», in modo che Anna d'impulso volgesse lo sguardo avanti, tenendo il collo dritto. In quell'esatto istante il boia calò la spada sul suo collo, staccandoglielo in un colpo solo. Una dama coprì la testa della regina con un panno bianco, mentre le altre si occuparono del corpo.
Per la natura riservata del luogo di esecuzione gli spettatori non furono molti: il primo ministro Thomas Cromwell, Charles Brandon (I duca di Suffolk), il lord cancelliere Thomas Audley (accompagnato dall'araldo Wriothesley), i duchi di Norfolk e Suffolk, Henry Fitzroy (figlio illegittimo del re), il Lord Mayor di Londra, così come gli assessori, gli sceriffi e i rappresentanti delle varie corporazioni di mestiere. Era presente anche la maggior parte dei membri del Consiglio del re e coloro che abitavano all'interno della Torre di Londra.

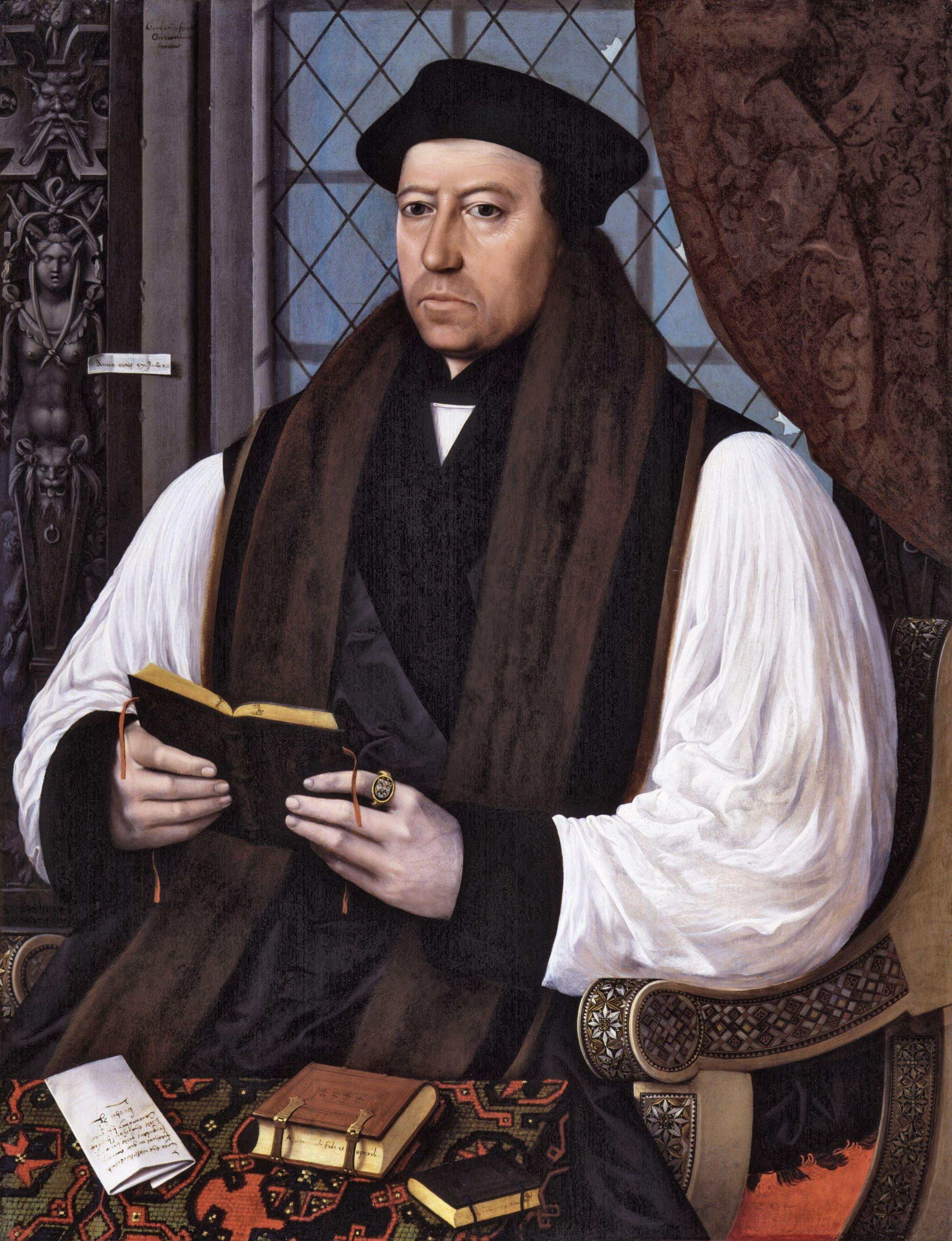
Successore di William Warham, Thomas Cranmer fu l'arcivescovo di Canterbury dal 1533 al 1555.

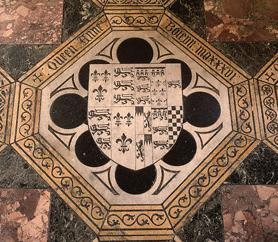
Torre di Londra, cappella reale di San Pietro ad Vincula: sotto l'altare maggiore è situata la tomba di Anna Bolena, accanto a quelle di Caterina Howard, Jane Grey e di altri personaggi giustiziati nella fortezza.

Si dice che Thomas Cranmer, mentre si trovava nei giardini di Lambeth Palace (residenza ufficiale londinese dell'arcivescovo di Canterbury), nel sentire i colpi di cannone che segnalavano l'avvenuta esecuzione disse al teologo riformista scozzese Alexander Ales, che si trovava con lui: «Colei che è stata la regina d'Inghilterra sulla terra oggi diventerà una regina in cielo»; quindi si sedette su una panchina e proruppe in pianto. La figura di Cranmer fu controversa: quando inizialmente furono mosse le accuse contro Anna, egli aveva espresso il suo stupore a Enrico sostenendo la propria convinzione che Anna non fosse colpevole. Tuttavia, fu sempre Cranmer che, sentendosi esposto a eventuali accuse a causa della sua vicinanza alla regina, la notte prima dell'esecuzione proclamò nullo il matrimonio tra Enrico e Anna. Cranmer non fece alcun serio tentativo per salvare la vita alla Bolena, sebbene alcune fonti sostengano che fu lui a prepararla all'esecuzione ascoltando la sua ultima confessione privata, confessione in cui la regina avrebbe proclamato davanti a Dio la sua innocenza.
Il corpo decollato di Anna Bolena fu ricomposto con la testa recisa, rinchiuso in una cassa di legno grezzo e sepolto in una tomba anonima nella chiesa di San Pietro ad Vincula – la cappella reale della Torre di Londra – senza essere accompagnata da alcuna cerimonia, accanto al fratello Giorgio, giustiziato quattro giorni prima. Il suo scheletro venne identificato solo in occasione dei lavori di ristrutturazione dell'edificio religioso nel 1876, durante il regno della regina Vittoria; da allora le spoglie di Anna riposano sotto il pavimento marmoreo della cappella, oggi opportunamente segnalate con apposito contrassegno identificativo.
Il 30 maggio 1536, appena undici giorni dopo l'esecuzione della Bolena, il re Enrico VIII sposò Jane Seymour, facendo di lei la sua terza moglie.

## Discendenza
Da Enrico VIII, Anna Bolena ebbe un'unica figlia: 
- Elisabetta I (7 settembre 1533 - 24 marzo 1603). Dopo la caduta in disgrazia di sua madre, suo padre dapprima sospetto fosse frutto di un adulterio, in seguito la confermò nuovamente come sua ma riducendola allo status di bastarda, avendo reso nullo il suo matrimonio con Anna Bolena. Elisabetta divenne infine regina d'Inghilterra nel 1558, dopo la morte della sua sorellastra Maria I, e portò definitivamente il paese nell'era anglicana. Morì nubile e senza figli, ponendo fine alla dinastia Tudor.

Dopo la nascita di Elisabetta, Anna affrontò anche un numero imprecisato di aborti, compreso fra uno e tre:
- Estate 1534: aborto tardivo, parto morto o falsa gravidanza. A partire da gennaio 1534 fino a settembre 1534, diverse lettere riportano notizie di una gravidanza di Anna, del quale tuttavia non è noto l'esito. Sebbene si pensi possa aver avuto un aborto tardivo o un parto morto non registrato, diversi storici pensano piuttosto a una gravidanza isterica, facendo anche riferimento a una lettera del 27 settembre 1534, in cui si afferma che Enrico dubitava che Anna fosse davvero incinta.
- 1535: possibile aborto o parto morto. L'unica prova di una gravidanza nel 1535 è contenuta in una lettera datata giugno 1535, in cui si fa riferimento a una Anna visibilmente incinta. Tuttavia, esistono dubbi sulla datazione della lettera, che potrebbe invece risalire al 1534 o addirittura al 1533.
- 29 gennaio 1536: aborto. Venne riportato che, il giorno dei funerali di Caterina d'Aragona, Anna, incinta di circa tre mesi e mezzo, abortì quello che "sembrava essere un figlio maschio". Venne commentato che con quell'aborto Anna "perse il suo salvatore" e che da quel momento nulla avrebbe potuto salvarla dal ripudio.

## Leggende

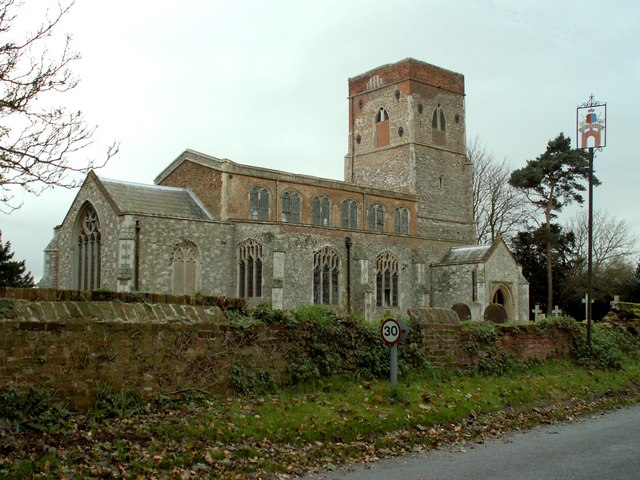
La chiesa di Santa Maria a Erwarton (Suffolk) dove, secondo una leggenda, sarebbe sepolto il cuore della Bolena.

Molte sono le leggende e le storie fantastiche riguardanti la Bolena sopravvissute nel corso dei secoli. Secondo una di queste la salma di Anna sarebbe stata segretamente sepolta nella chiesa di Salle nel Norfolk, sotto a una lastra nera, vicino alle tombe dei suoi antenati, mentre secondo altri le sue spoglie riposerebbero in una chiesa dell'Essex, sulla strada per Norfolk. C'è anche una leggenda in base alla quale il cuore della regina, su sua esplicita richiesta, sarebbe stato sepolto nella chiesa di Santa Maria a Erwarton, nel Suffolk, da suo zio, sir Philip Parker.
Nel XVIII secolo circolò in Sicilia una leggenda secondo cui, a detta dei contadini del villaggio di Nicolosi, per aver fatto allontanare il re Enrico VIII dalla Chiesa cattolica, Anna fu condannata a bruciare per l'eternità all'interno dell'Etna.
Una leggenda popolare vuole che dopo la decapitazione di Anna i ceri posti presso la tomba di Caterina d'Aragona si fossero accesi da soli.
La leggenda più famosa, però, è quella del suo fantasma, a volte avvistato con la testa sotto il braccio: molti sostengono di aver distinto la figura della regina al castello di Hever, alla Blickling Hall, alla chiesa di Salle, alla Torre di Londra e alla Marwell Hall. Tuttavia, il più famoso avvistamento del fantasma regale è stato descritto dallo studioso dei fenomeni paranormali Hans Holzer. Egli racconta che nel 1864 fu alloggiato nella Torre di Londra un certo J.D. Dundas, generale maggiore del sessantesimo reggimento dei King's Royal Rifle Corps; guardando fuori dalla finestra del suo alloggio, Dundas notò una guardia che si comportava in maniera strana nel cortile sottostante, davanti agli alloggi dove – secoli prima – era stata imprigionata Anna. Secondo il suo racconto sembrava che la guardia sfidasse qualcosa, descritta dal generale come «una figura femminile biancastra che "slittava" verso il soldato». La guardia caricò la figura con la sua baionetta e poi svenne. Solo la testimonianza del generale presso la corte marziale salvò la guardia da una lunga pena detentiva per essere svenuto mentre era in servizio.
Infine nel 1960 il canonico W.S. Pakenham-Walsh, vicario di Sulgrave, Northamptonshire, riferì di avere conversato con la Bolena.

## Il fascino di Anna Bolena
Anna fu descritta dai suoi contemporanei come una donna intelligente, dotata nelle arti musicali, volitiva, orgogliosa e spesso litigiosa con Enrico; lo stesso Thomas Cromwell le riconobbe le qualità di intelligenza, spirito e coraggio.

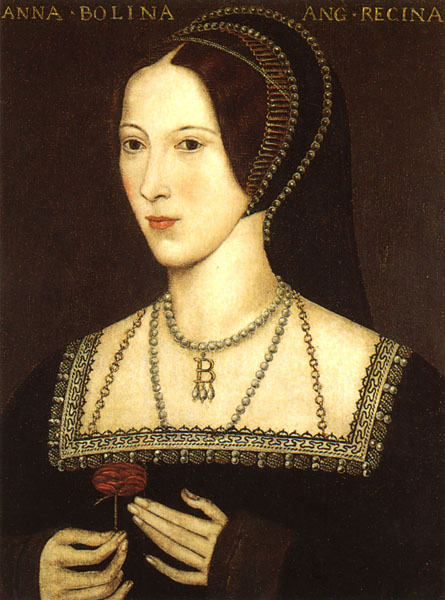
Anna Bolena in un ritratto, il cui originale è conservato al castello di Hever, nel Kent.

La Bolena esercitava indubbiamente un fascino potente sulle persone che incontrava, anche se le opinioni sulla sua avvenenza erano divergenti. Il diarista veneziano Marino Sanuto, che la vide nell'ottobre del 1532 a Calais in occasione dell'incontro tra il re Enrico VIII e il re Francesco I di Francia, la descrisse come «non una delle donne più belle del mondo; di media statura, carnagione scura, collo lungo, bocca larga, seno non prosperoso e occhi neri»; in una lettera scritta nel settembre del 1531 da Simon Grynée a Martin Bucer Anna venne descritta come «giovane, bella e di carnagione piuttosto scura». Il coevo poeta francese Lancelot de Carles la descrisse come «bella e dalla figura elegante», mentre un veneziano che si trovava a Parigi nel 1528 riferì come, secondo le voci circolanti all'epoca, si diceva fosse molto bella. Tuttavia la descrizione fisica più celebre di Anna, seppure la meno affidabile, la si trova nell'opera latina De origine ac progressu schismatis anglicani (ovvero Nascita e sviluppo dello scisma anglicano) scritta dal gesuita inglese, nonché propagandista cattolico, Nicholas Sanders nel 1585, mezzo secolo dopo la morte di Anna: «Anna Bolena era piuttosto alta di statura, con i capelli neri e un viso ovale di un colorito giallastro, come fosse afflitta da ittero. Si dice avesse un dente sporgente sotto il labbro superiore e sei dita alla mano destra. Aveva un grande porro sotto il mento e così, per nasconderne la bruttezza, indossava abiti accollati (...) Era bella a vedersi, con una bocca bella». È bene ricordare che a Sanders era stato affidato l'arduo compito di destituire l'anglicanesimo in Inghilterra per ristabilirvi il cattolicesimo ed era sua piena convinzione che Anna fosse la principale responsabile prima dell'allontanamento del re Enrico VIII dalla Chiesa cattolica e poi dello Scisma anglicano vero e proprio. Molti sono i dubbi sulla veridicità delle parole del gesuita: in primo luogo, se Anna avesse davvero avuto un sesto dito (un'anomalia che all'epoca sarebbe stata considerata un chiaro marchio del diavolo), certamente il re Enrico VIII non si sarebbe mai interessato a lei, né tantomeno l'avrebbe scelta come regina d'Inghilterra e madre dei suoi figli; in secondo luogo, a seguito della riesumazione del 1876 non furono scoperte anomalie di alcun genere sullo scheletro, anzi fu descritto come esile, di circa 160 centimetri, e con dita finemente affusolate. Tuttavia, nonostante fosse fuorviante e del tutto mendace, la descrizione di Anna fatta da Sanders ebbe molta influenza nei secoli a venire (tanto da essere citato in alcuni libri di testo moderni), contribuendo a quello che il biografo Eric Ives chiama la "leggenda del mostro" di Anna Bolena.
Interessante è notare come nessun ritratto coevo della Bolena sia sopravvissuto, forse perché dopo la sua esecuzione nel 1536 si tentò di cancellarne anche lo scomodo ricordo. A tutt'oggi è rimasto solamente un medaglione, risalente al 1534 e di probabile carattere commemorativo, in cui la regina è ritratta in una figura a mezzo busto. Si ritiene che il medaglione sia stato coniato per celebrare la seconda gravidanza della Bolena.
A seguito dell'incoronazione a regina della figlia Elisabetta la memoria di Anna venne riabilitata e, a dispetto delle accuse che la condussero a morte e delle descrizioni ignominiose sul suo aspetto esteriore, la Bolena divenne martire ed eroina dello Scisma anglicano, grazie anche alle opere di John Foxe. In questi scritti, infatti, si sosteneva che Anna avesse salvato l'Inghilterra da tutti i mali della Chiesa cattolica e che Dio stesso avesse fornito la prova della sua innocenza e virtù assicurando che la figlia di Anna, Elisabetta, salisse al trono inglese.
Verso la fine del XVI secolo questa riabilitazione diede origine, assieme all'interesse di quel periodo per tutto ciò che riguardava i re e le regine d'Inghilterra, a una produzione di una serie di ritratti sulla Bolena che, però, non è dato sapere quanto siano fedeli agli originali perduti.

## Il ruolo di Anna nello Scisma anglicano
Sul ruolo che Anna avrebbe avuto nello spingere il re Enrico verso lo scisma anglicano, su quanto ci fosse di ambizione personale o quanto di convinzione profonda, si è scritto molto. A opinione di alcuni storici Anna provò a educare le proprie dame alla pietà religiosa e, secondo un aneddoto, ella rimproverò aspramente la cugina Mary Shelton per aver scritto futili versi sul libro di preghiere. George Wyatt, primo biografo della Bolena nonché nipote del poeta Thomas Wyatt, scrisse che – sulla base delle confidenze riportategli da una delle dame di compagnia della regina (Anna Gainsford, morta nel 1590 circa) – la Bolena avrebbe portato all'attenzione del re Enrico un pamphlet (forse The Obedience of a Christian Man di William Tyndale o Supplication for Beggars di Simon Fish) dove gli autori sobillavano il re affinché prendesse le redini contro gli eccessi della Chiesa cattolica.
Prima e dopo la sua incoronazione Anna sembrò simpatizzare con la causa di voler riformare la Chiesa; protesse tutti gli eruditi che lavoravano alla traduzione di testi sacri in inglese (pratica allora vietata) e tutti coloro che desideravano studiare le scritture di William Tyndale; salvò anche la vita a un filosofo francese, Nicolas Bourbon, condannato a morte dall'Inquisizione a Parigi. Il 14 maggio 1534 uno dei primi atti ufficiali emessi dalla nuova Chiesa anglicana permetteva di proteggere i Riformatori Protestanti; la stessa Anna scrisse una lettera al primo ministro Thomas Cromwell nel tentativo di aiutare un certo Richard Herman, mercante inglese di Anversa, a riappropriarsi dei suoi beni e della sua attività dopo che, cinque anni prima, gli erano stati tolti solo per aver aiutato nella traduzione in inglese del Nuovo Testamento. Si disse che ogni vescovo riformista d'Inghilterra, a quell'epoca, doveva la sua posizione all'influenza della regina Anna: sembra, infatti, abbia avuto un ruolo determinante nell'influenzare, fra gli altri, il riformatore protestante Matthew Parker, permettendogli di frequentare la corte come suo cappellano, e alle cui cure affidò la piccola Elisabetta poco prima di morire.
Infine, per capire l'indubbio ruolo che Anna ebbe nella riforma anglicana, è utile citare una lettera, destinata alla regina Elisabetta I d'Inghilterra, in cui il teologo scozzese Alexander Ales – riferendosi ad Anna Bolena – scrisse: «la Vostra santissima madre è stata designata dai vescovi evangelici tra quegli eruditi che favorirono la dottrina più pura» (ovvero l'anglicanesimo).

## Anna Bolena nella cultura di massa
Nel corso dei secoli Anna ha ispirato numerose opere artistiche e culturali. Si può ben dire che la sua figura sia rimasta ben radicata nella memoria popolare, al punto da essere stata definita come «la più importante e influente regina consorte che l'Inghilterra abbia mai avuto».

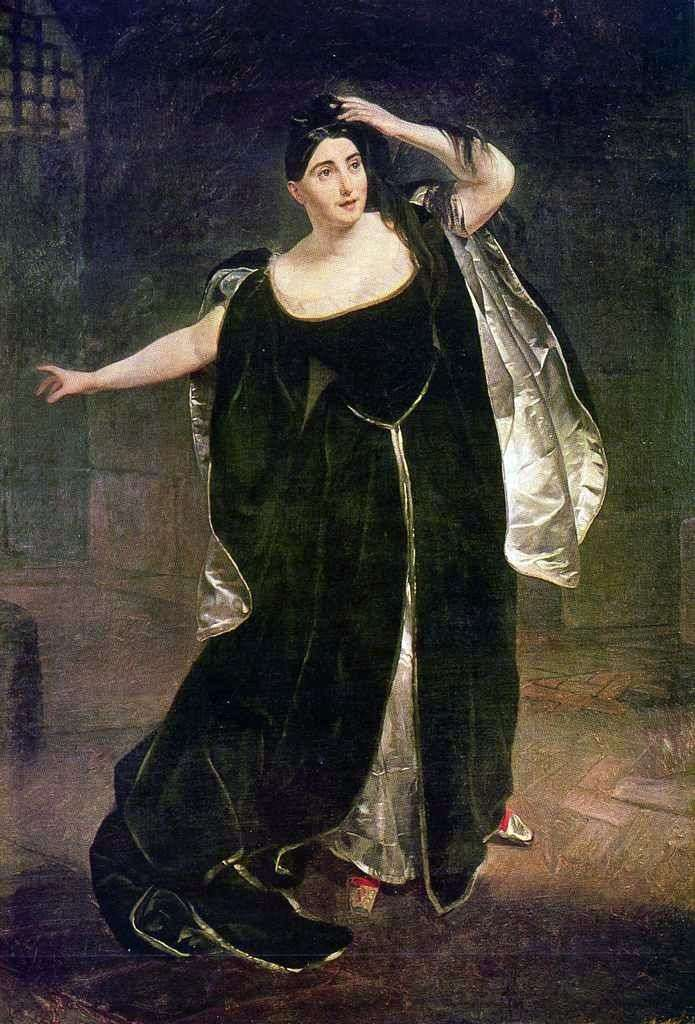
Il soprano Giuditta Pasta, prima interprete del ruolo di Anna nell'opera omonima di Gaetano Donizetti.

### Letteratura
Una biografia ampiamente romanzata di Anna Bolena è stata scritta dall'autrice Philippa Gregory nel romanzo storico L'altra donna del re, e compare come co-protagonista nei primi due libri della trilogia Wolf Hall di Hilary Mantel.

### Teatro
Celeberrima è l'opera di Gaetano Donizetti Anna Bolena (Milano, Teatro Carcano, 26 dicembre 1830), una delle opere più note del maestro bergamasco, scritta in soli trenta giorni. Quest'opera dopo il 1870 venne dimenticata, ma fu riscoperta verso la metà del Novecento, dopo un allestimento per la regia di Luchino Visconti, e con Maria Callas nel ruolo della protagonista, ancora oggi una delle massime interpreti del difficile ruolo donizettiano.

### Cinema e televisione
| Anno      | Film                                                                                                  | Attrice                                      | Note                                          |
| --------- | --- | -------------------------------------------- | --------------------------------------------- |
| 1911      | Henry VIII                                                                                            | Laura Cowie                                  |                                               |
| 1912      | Cardinal Wolsey                                                                                       | Clara Kimball Young                          |                                               |
| 1914      | Anne de Boleyn                                                                                        | Laura Cowie                                  | Cortometraggio                                |
| 1920      | Anna Bolena (Anna Boleyn)                                                                             | Henny Porten                                 |                                               |
| 1933      | Don't Play Bridge with Your Wife                                                                      | Marjorie Beebe                               | Cortometraggio                                |
| 1933      | Le sei mogli di Enrico VIII (The Private Life of Henry VIII)                                          | Merle Oberon                                 | Oscar al miglior attore 1934                  |
| 1937      | Le perle della corona (Les perles de la couronne)                                                     | Barbara Shaw                                 |                                               |
| 1951      | Anna Bolena (Catalina de Inglaterra)                                                                  | Mary Lamar                                   |                                               |
| 1952      | The Trial of Anne Boleyn, episodio della serie Omnibus                                                | Lilli Palmer                                 |                                               |
| 1953      | La regina vergine (Young Bess)                                                                        | Elaine Stewart                               |                                               |
| 1953      | The Crisis of Anne Boleyn (May 16, 1536), episodio della serie You Are There                          | Beatrice Straight                            |                                               |
| 1956      | The White Falcon, episodio della serie BBC Sunday-Night Theatre                                       | Jeanette Sterke                              |                                               |
| 1966      | Un uomo per tutte le stagioni (A Man for All Seasons)                                                 | Vanessa Redgrave                             | 6 Premi Oscar 4 Golden Globe 7 Premi BAFTA    |
| 1968      | Heinrich VIII. und seine Frauen                                                                       | Christine Wodetzky                           | Film TV                                       |
| 1969      | Perkin Warbeck to Bloody Mary, episodio della serie Complete and Utter History of Britain             | Melinda Mays                                 |                                               |
| 1969      | Anna dei mille giorni (Anne of the Thousand Days)                                                     | Geneviève Bujold                             | Oscar ai migliori costumi 1970 4 Golden Globe |
| 1970      | Le sei mogli di Enrico VIII (The Six Wives of Henry VIII)                                             | Dorothy Tutin                                | Miniserie TV                                  |
| 1972      | Tutte le donne del re (Henry VIII and His Six Wives)                                                  | Charlotte Rampling                           |                                               |
| 1977      | La segunda señora Tudor, episodio della serie Mujeres insólitas                                       | Teresa Rabal                                 |                                               |
| 1979      | The Famous History of the Life of King Henry the Eight                                                | Barbara Kellerman                            | Film TV                                       |
| 1984      | Anna Bolena                                                                                           | Joan Sutherland                              | Film TV                                       |
| 1986      | God's Outlaw                                                                                          | Oona Kirsch                                  |                                               |
| 1991      | Henry VIII                                                                                            | Lucile Vignon                                | Film TV                                       |
| 2000      | Monarch                                                                                               | Jean Marsh                                   |                                               |
| 2001      | The King's Servant, episodio della serie Timewatch                                                    | Sophie Clarke                                | Serie TV documentaristica                     |
| 2001      | L'anello reale, episodio della serie Relic Hunter                                                     | Sarah Pratt                                  | Serie TV                                      |
| 2001      | The Six Wives of Henry VIII                                                                           | Julia Marsen                                 | Miniserie TV                                  |
| 2003      | The Other Boleyn Girl                                                                                 | Jodhi May                                    | Film TV                                       |
| 2003      | Henry VIII                                                                                            | Helena Bonham Carter                         | Film TV                                       |
| 2006      | The Madness of Henry VIII                                                                             | Ioana Flora                                  | Film TV                                       |
| 2006      | Heinrich VIII. - Mörder auf dem Königsthron, episodio della serie Sphinx - Geheimnisse der Geschichte | Lisa Ivana Brühlmann                         | Serie TV documentaristica                     |
| 2007-2010 | I Tudors (The Tudors)                                                                                 | Natalie Dormer Muireann O'Donoghue (giovane) | Serie TV                                      |
| 2008      | L'altra donna del re (The Other Boleyn Girl)                                                          | Natalie Portman Daisy Doidge-Hill (giovane)  |                                               |
| 2008      | Tudor Rose                                                                                            | Sarah R. Lotfi                               | Cortometraggio                                |
| 2008      | The Twisted Tale of Bloody Mary                                                                       | Lisa Marie Kennedy                           |                                               |
| 2009      | Henry VIII: Mind of a Tyrant                                                                          | Sophie Hunter                                | Serie TV                                      |
| 2010      | The Third Testament                                                                                   | Kristina Candelarie                          |                                               |
| 2010      | Love Across Time                                                                                      | Alia Raelynn                                 | Cortometraggio commedia                       |
| 2011      | Anna Bolena                                                                                           | Anna Netrebko                                | Film TV                                       |
| 2011      | Anna Bolena: opera lirica di Gaetano Donizetti. Performance live del Metropolitan Opera HD Live       | Anna Netrebko                                | Serie di performance live                     |
| 2013      | The Six Wives of Henry VIII                                                                           | Zarrina Bull                                 | Cortometraggio                                |
| 2014      | Henry and Anne: The Lovers Who Changed History                                                        | Emma Connell                                 | Miniserie TV                                  |
| 2015      | Wolf Hall                                                                                             | Claire Foy                                   | Miniserie TV                                  |
| 2021      | Anne Boleyn                                                                                           | Jodie Turner-Smith                           | Miniserie TV                                  |
| 2021      | Spencer                                                                                               | Amy Manson                                   |                                               |
| 2022      | Blood, Sex & Royalty (miniserie televisiva)                                                           | Amy James-Kelly                              | Miniserie TV                                  |

## Galleria d'immagini

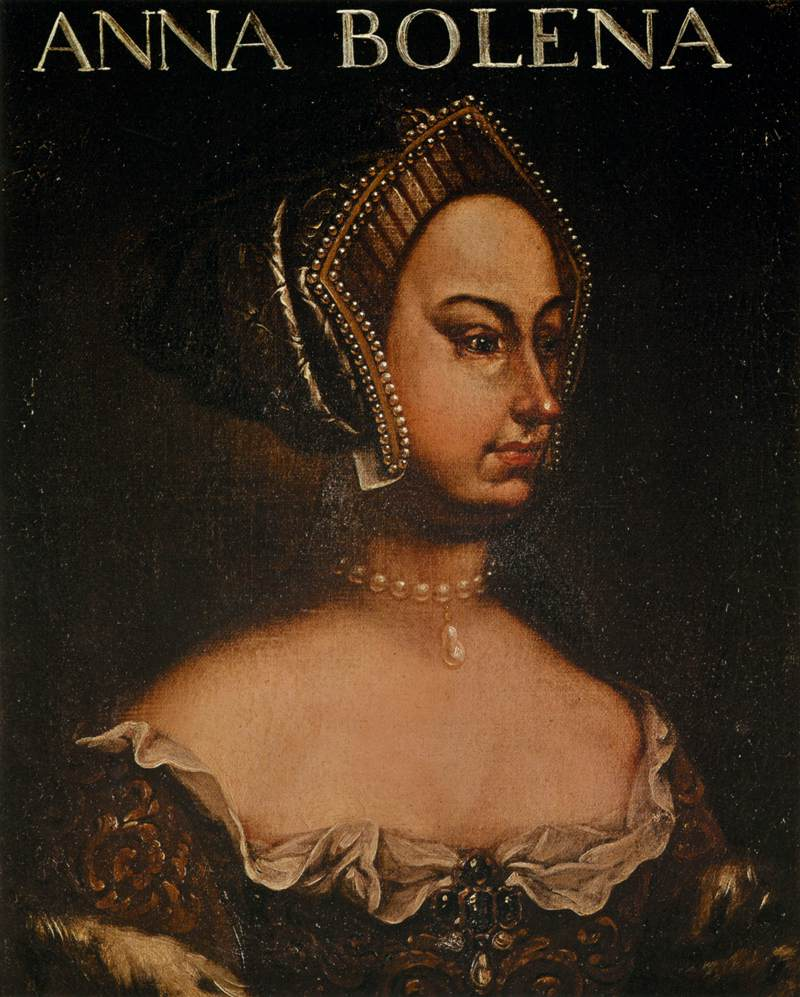
Ritratto di Anna (autore sconosciuto, 1610 circa)
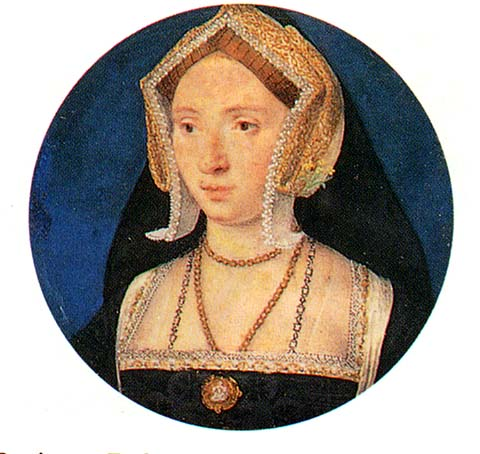
Miniatura (attribuita a Lucas Horenbout) rappresentante Anna all'età di circa 25 anni.
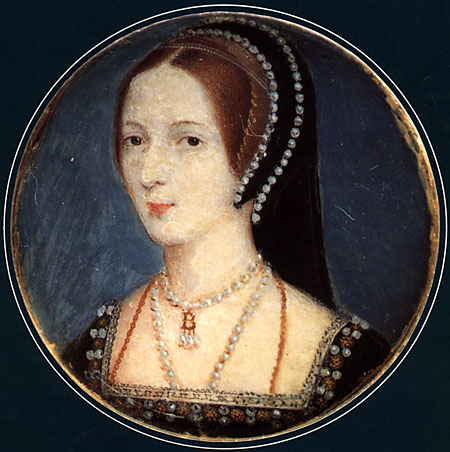
Miniatura di Anna attribuita a John Hoskins.
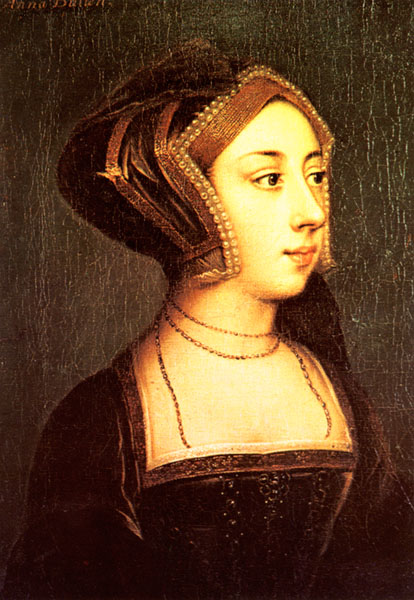
Ritratto di Anna (attribuito a Hans Holbein il Giovane) esposto al castello di Hever (Kent).
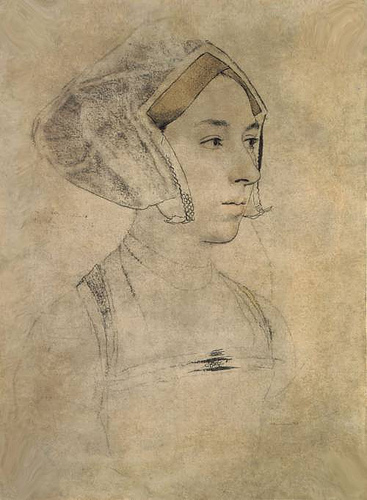
Ritratto di donna, identificata come Anna Bolena, in un disegno di Hans Holbein il Giovane (1532-1535).
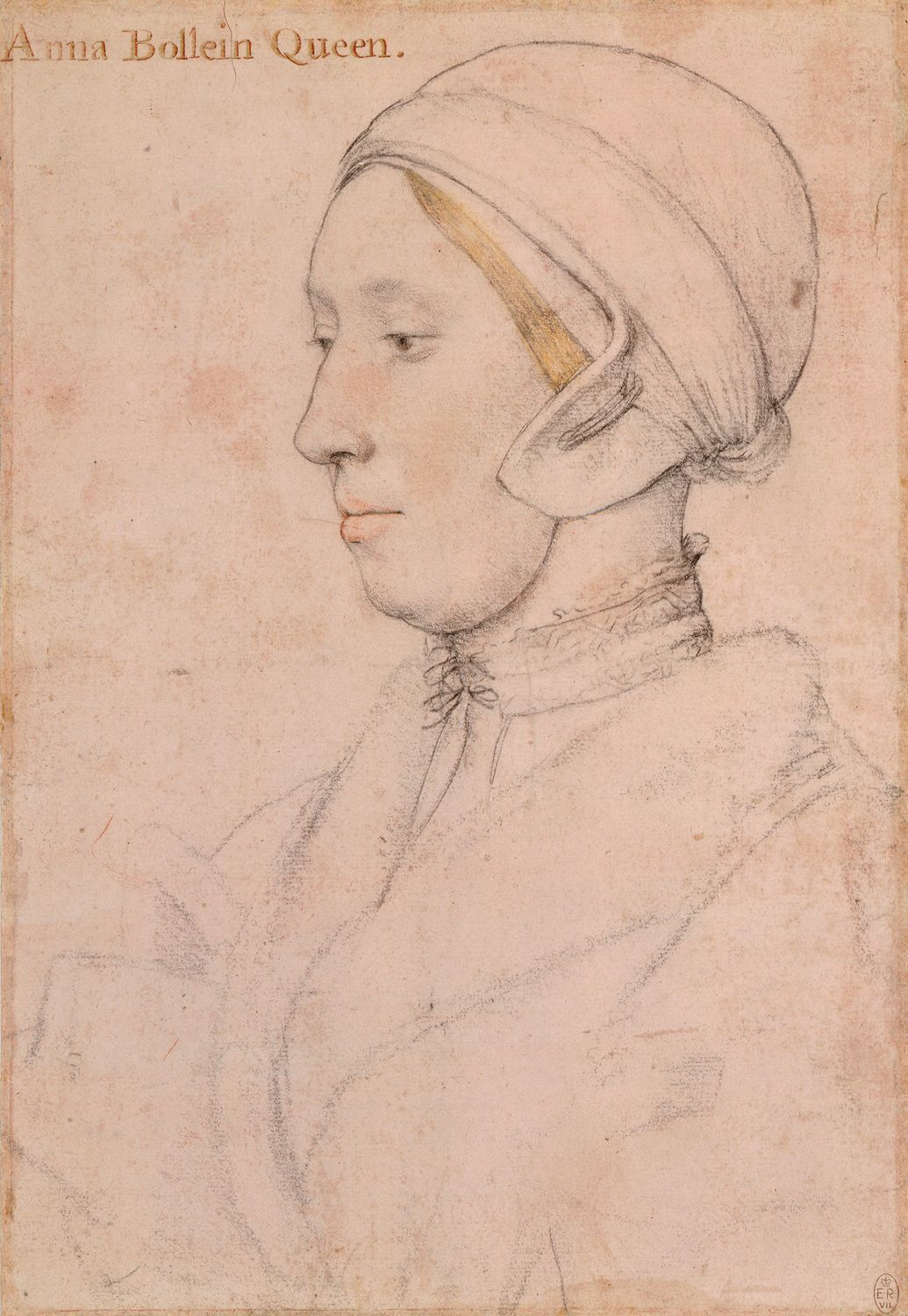
Anna in uno schizzo attribuito a Hans Holbein il Giovane (1532-1536).
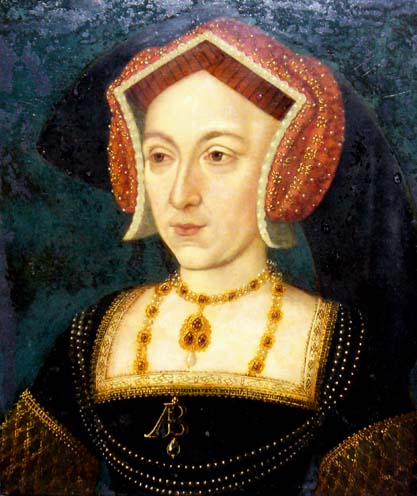
Ritratto di Anna Bolena. Figura simile all'immagine impressa sul medaglione[44].
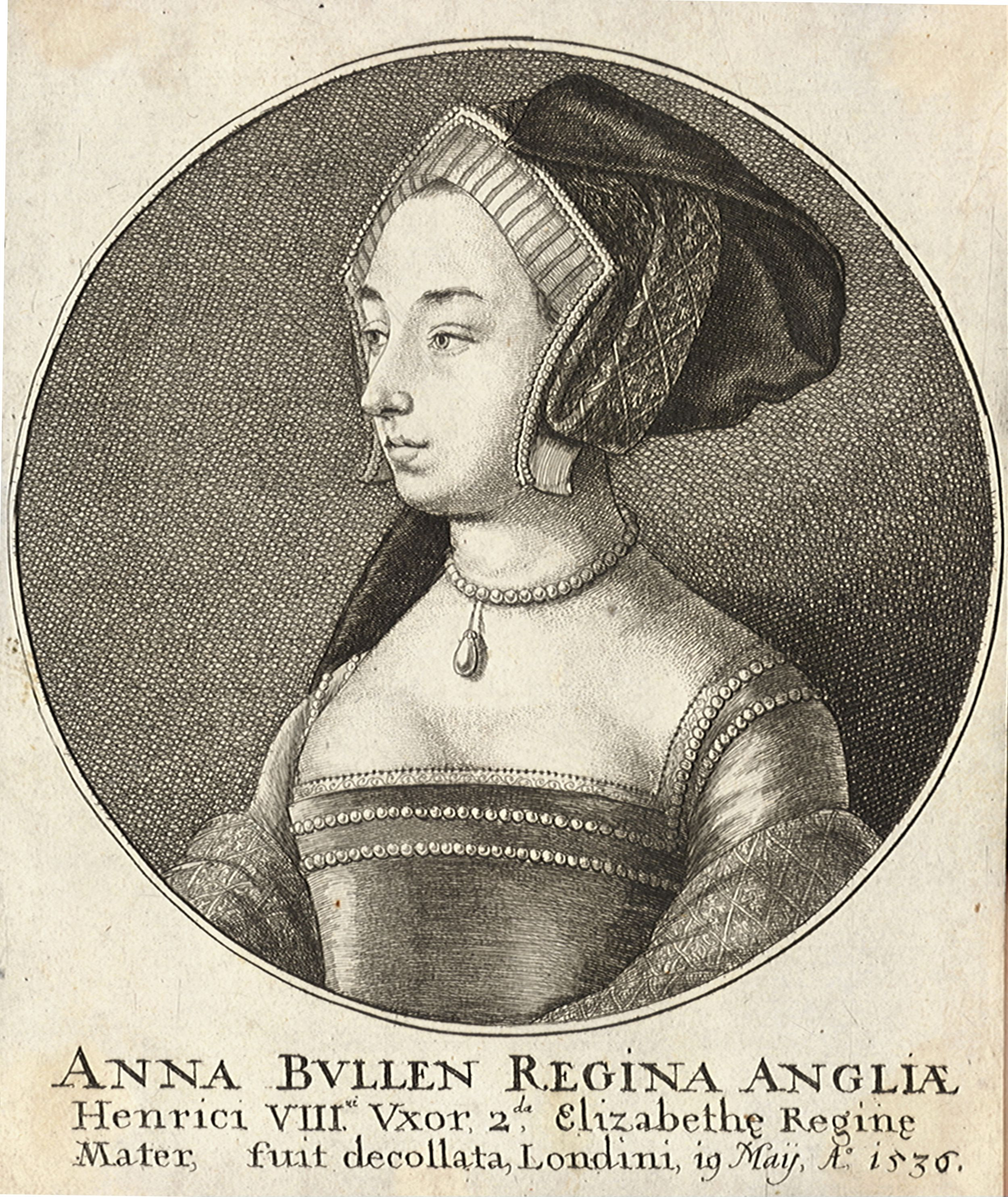
Anna Bolena in un'incisione di Wenceslaus Hollar (1649).
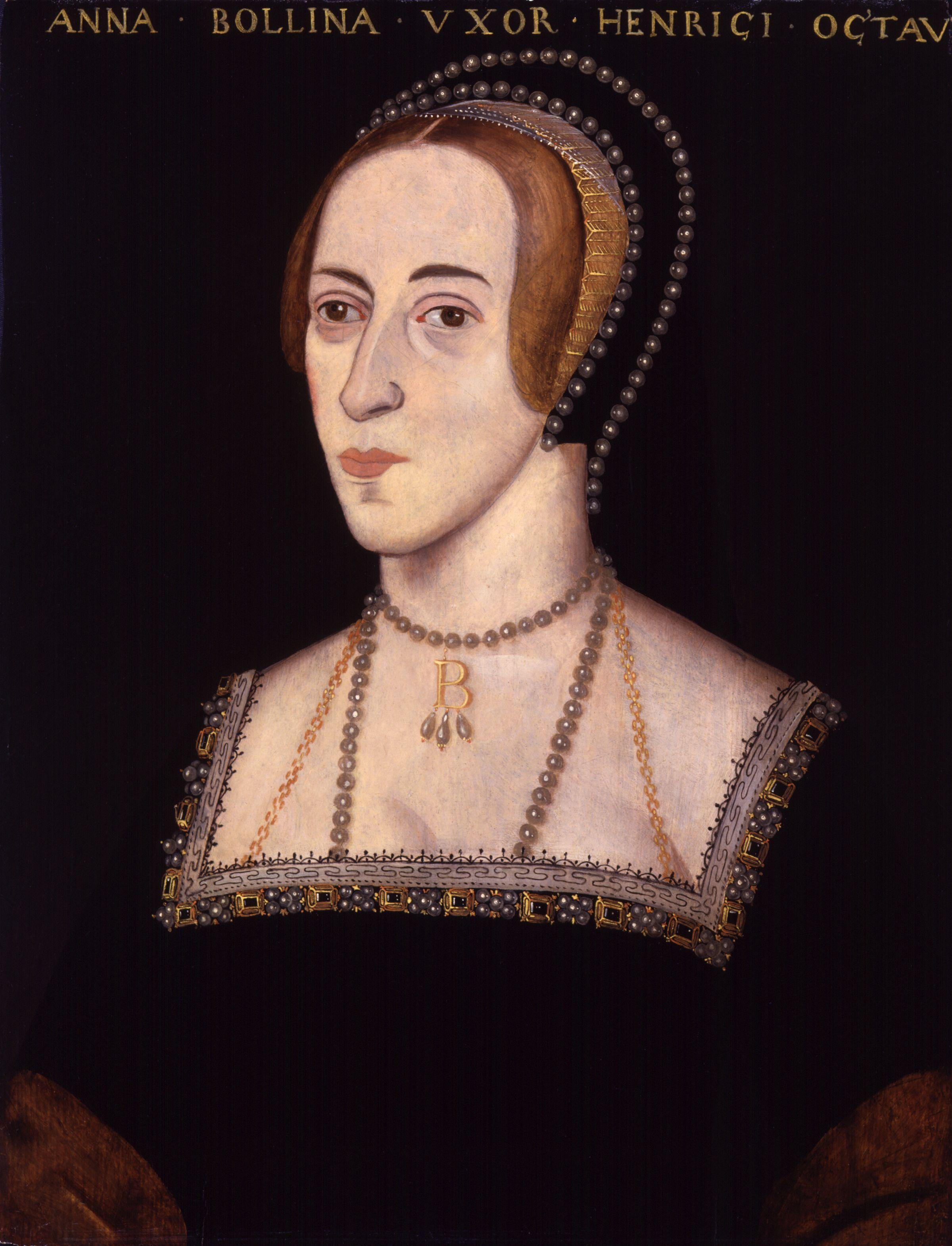
Anna Bolena (artista sconosciuto).
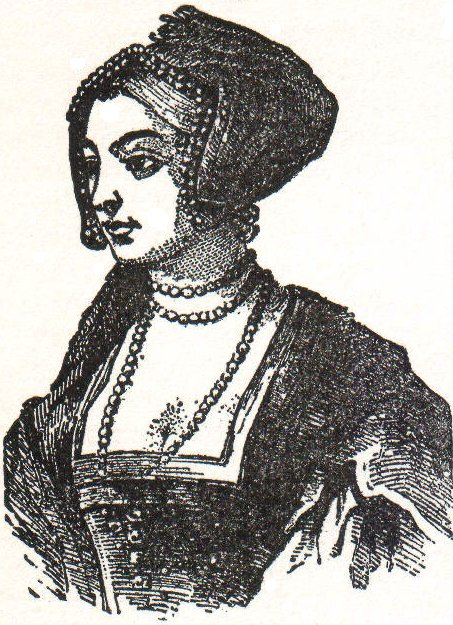
Incisione raffigurante Anna Bolena tratta dal libro The New Student's Reference Work, 1914.
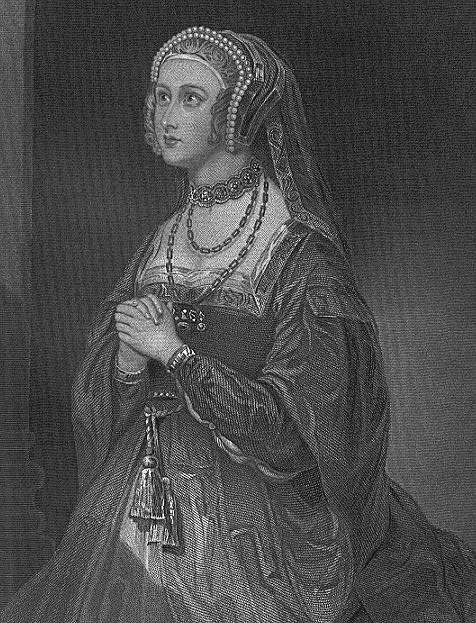
Anna Bolena in un'immagine tratta dal libro World Noted Women, 1883.
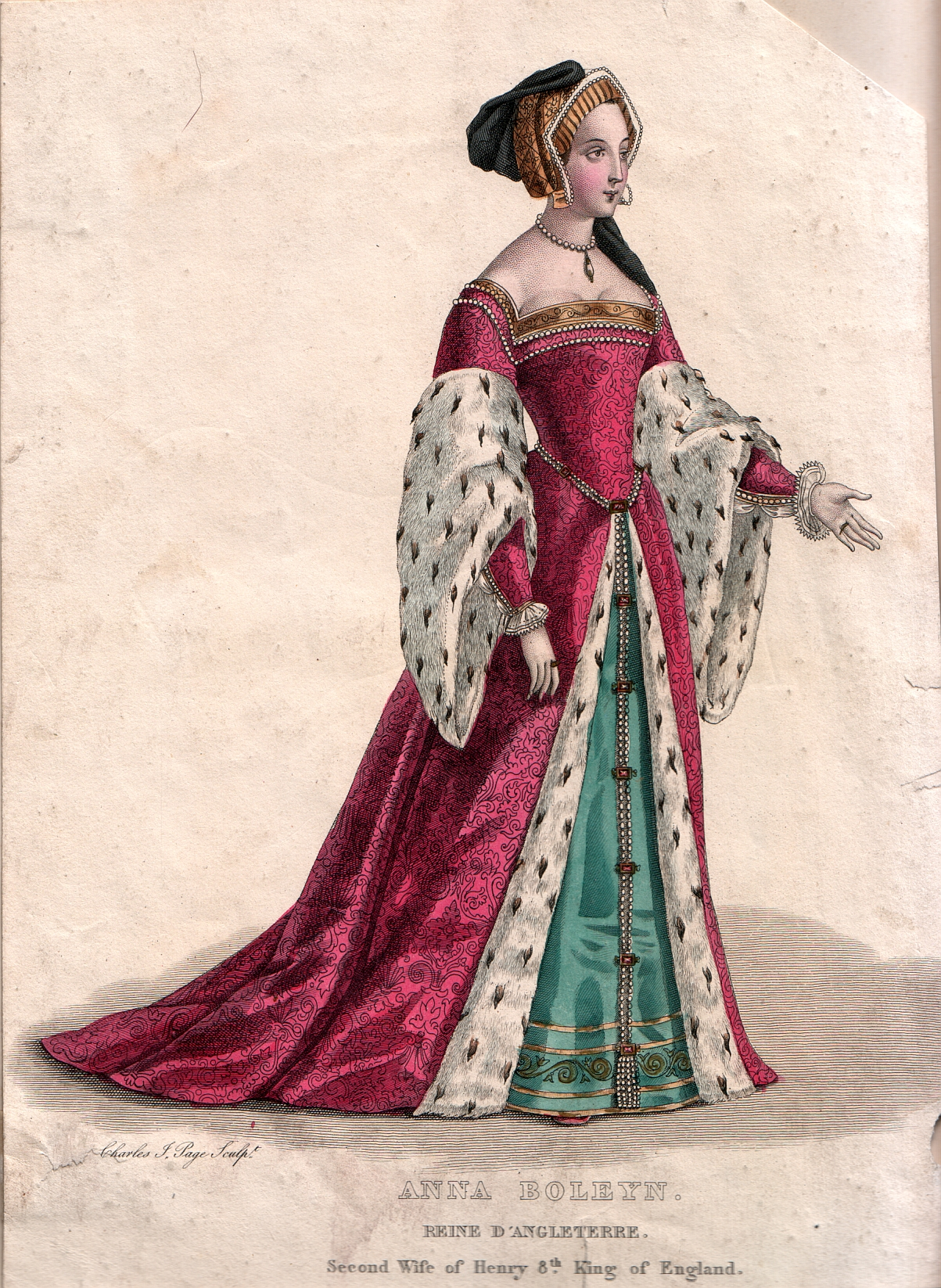
Litografia a colori rappresentante la Bolena.
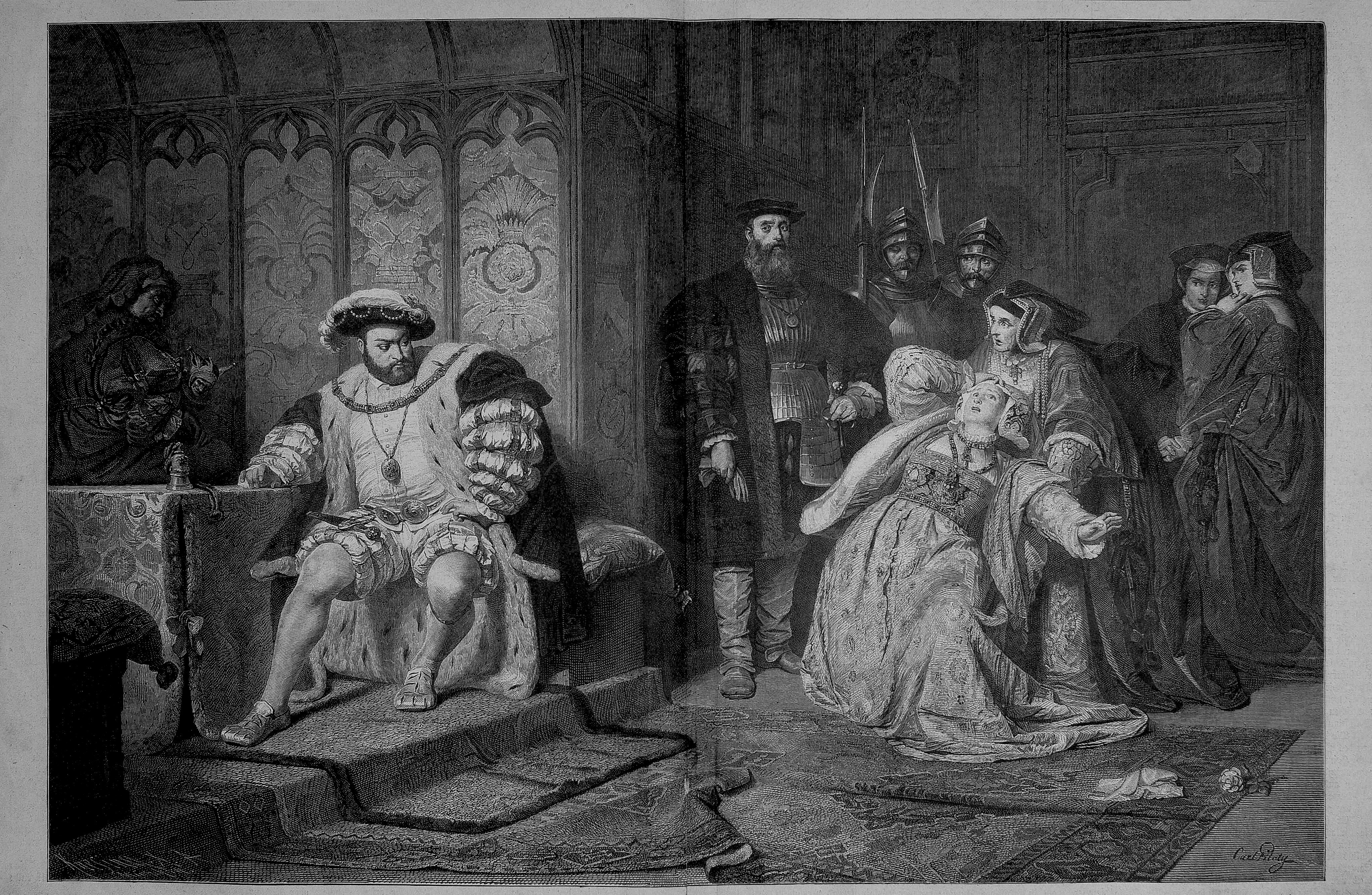
Enrico VIII e Anna Bolena in una incisione presente sulla rivista Die Gartenlaube - Illustrirtes Familienblatt, 1881, a sua volta tratta da un dipinto di Karl Theodor von Piloty.
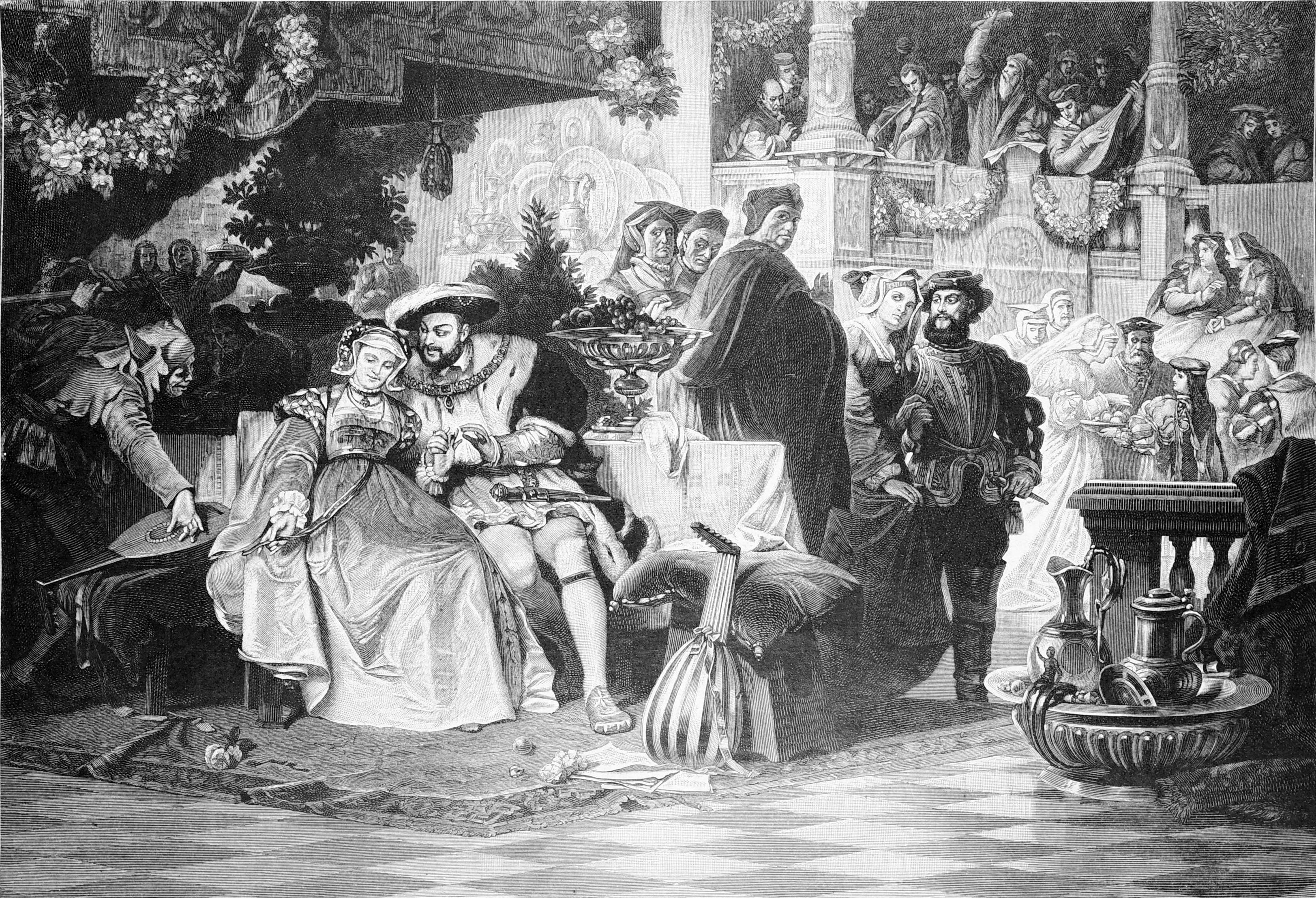
Enrico VIII e Anna Bolena al ricevimento del cardinale Wolsey, in una incisione presente sulla rivista Die Gartenlaube - Illustrirtes Familienblatt, 1892, a sua volta tratta da un dipinto di Karl Theodor von Piloty.
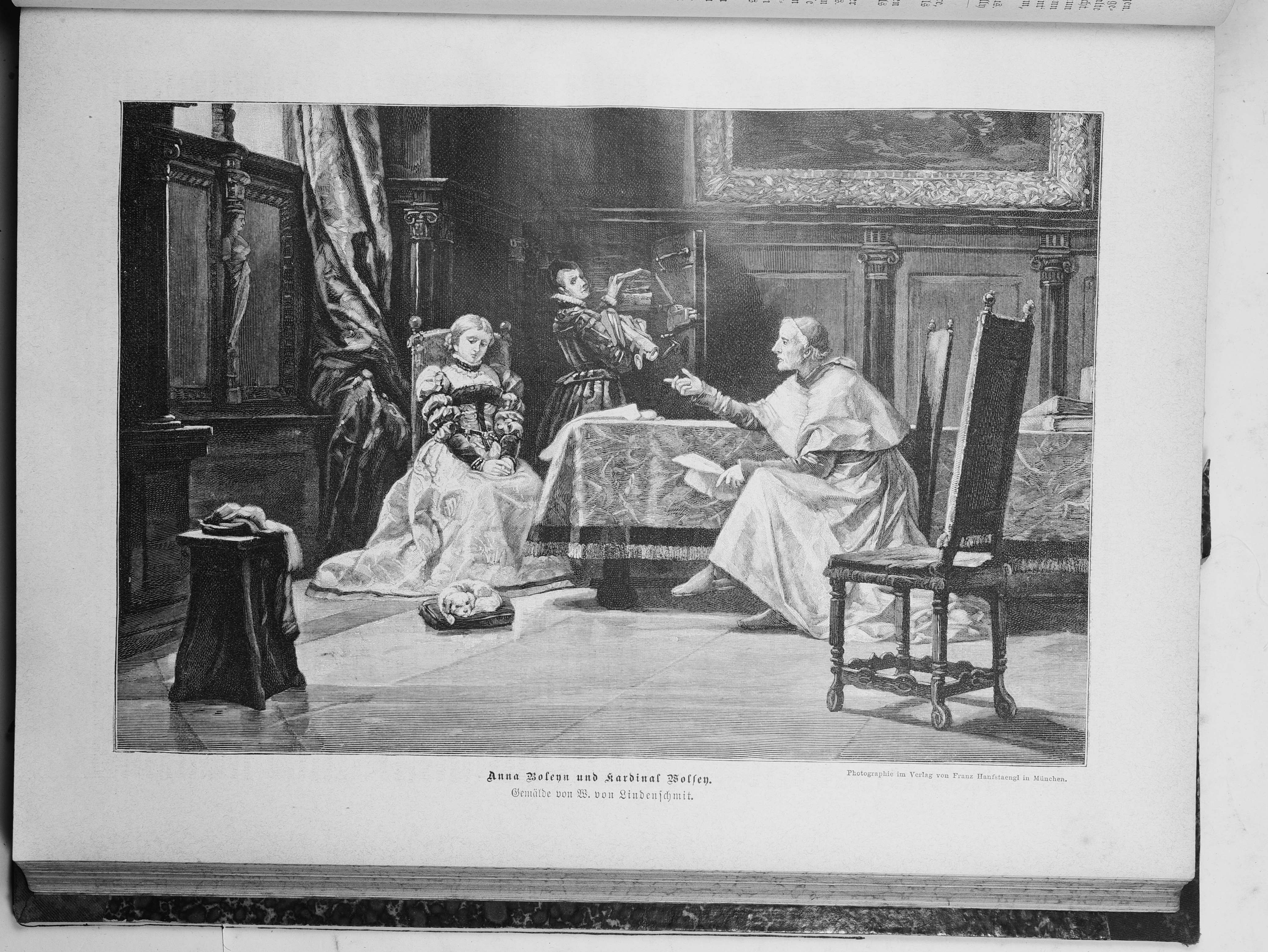
Anna Bolena e il cardinale Wolsey in una incisione presente sulla rivista Die Gartenlaube - Illustrirtes Familienblatt, 1895).
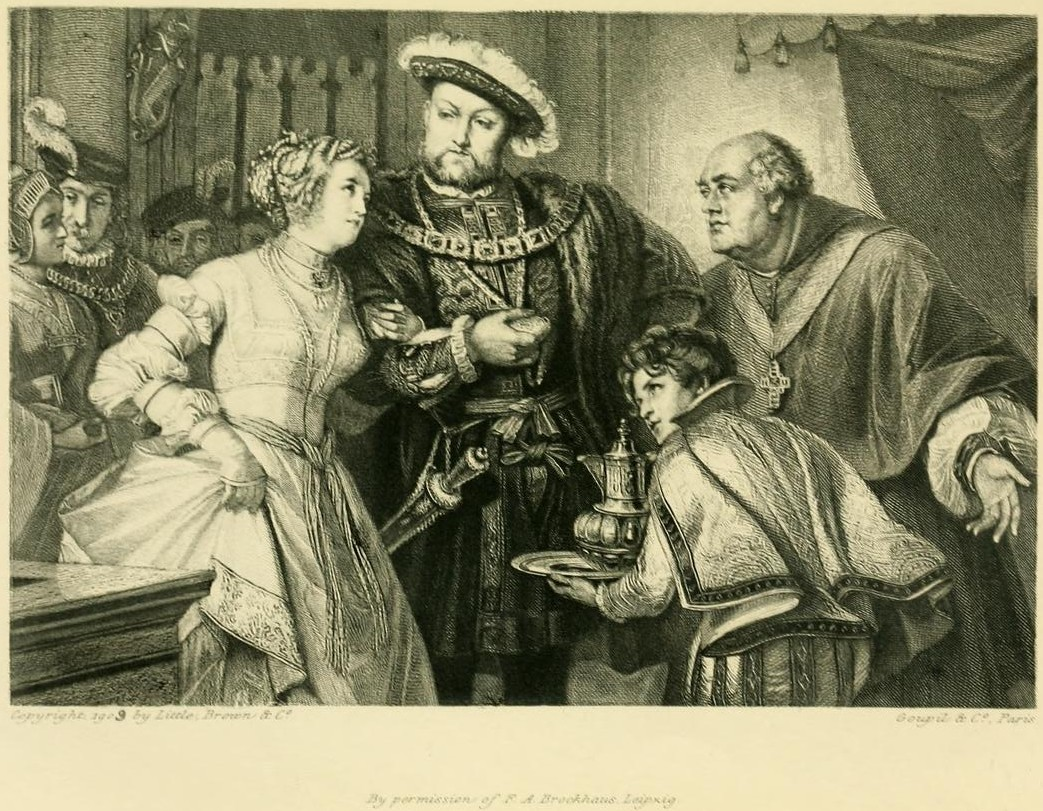
Enrico VIII e Anna Bolena in una incisione tratta da un dipinto di Friedrich Pecht (1909 circa)
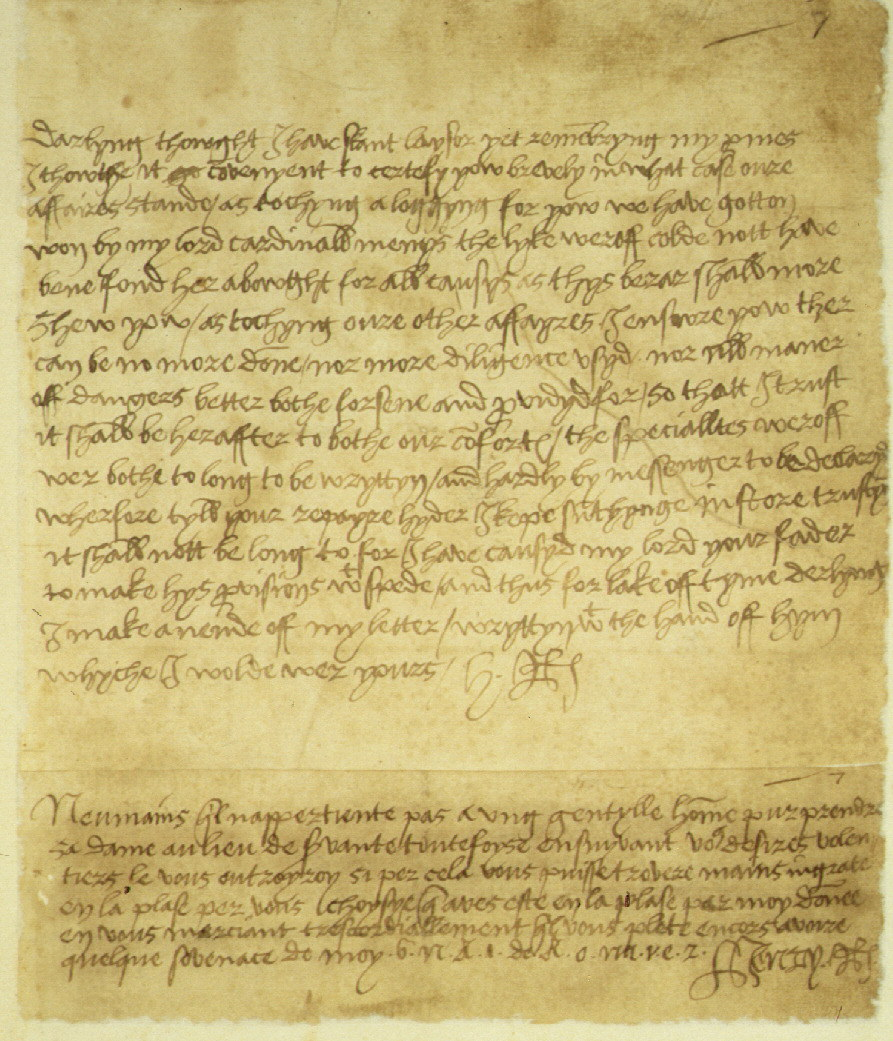
Lettera scritta dal re Enrico VIII a Anna Bolena (1527 circa)

## Ascendenza
|                                      |                                |                                    | Genitori                         |  |  | Nonni |  |  | Bisnonni        |  |  | Trisnonni       |  |
|                                      |                                |                                    |                                  |  |  |       |  |  | Geoffrey Boleyn |  |  | Geoffrey Boleyn |  |
|                                      |                                |                                    |                                  |  |  |       |  |  | Geoffrey Boleyn |  |  | Geoffrey Boleyn |  |
|                                      |                                | Alice Bracton                      |                                  |  |  |       |  |  | Geoffrey Boleyn |  |  |                 |  |
| William Boleyn                       |                                |                                    |                                  |  |  |       |  |  | Geoffrey Boleyn |  |  |                 |  |
|                                      |                                | Anne Hoo                           | Thomas Hoo, I barone Hoo         |  |  |       |  |  |                 |  |  |                 |  |
|                                      |                                | Anne Hoo                           | Thomas Hoo, I barone Hoo         |  |  |       |  |  |                 |  |  |                 |  |
|                                      |                                | Anne Hoo                           | Elizabeth Wychingham             |  |  |       |  |  |                 |  |  |                 |  |
| Thomas Boleyn, I conte del Wiltshire |                                | Anne Hoo                           |                                  |  |  |       |  |  |                 |  |  |                 |  |
|                                      |                                | Thomas Butler, VII conte di Ormond | James Butler, IV conte di Ormond |  |  |       |  |  |                 |  |  |                 |  |
|                                      |                                | Thomas Butler, VII conte di Ormond | James Butler, IV conte di Ormond |  |  |       |  |  |                 |  |  |                 |  |
|                                      |                                | Thomas Butler, VII conte di Ormond | Joan de Beauchamp                |  |  |       |  |  |                 |  |  |                 |  |
| Margaret Butler                      |                                | Thomas Butler, VII conte di Ormond |                                  |  |  |       |  |  |                 |  |  |                 |  |
|                                      |                                | Anne Hankford                      | Richard Hankford                 |  |  |       |  |  |                 |  |  |                 |  |
|                                      |                                | Anne Hankford                      | Richard Hankford                 |  |  |       |  |  |                 |  |  |                 |  |
|                                      |                                | Anne Hankford                      | Anne Montacute                   |  |  |       |  |  |                 |  |  |                 |  |
| Anne Boleyn                          |                                | Anne Hankford                      |                                  |  |  |       |  |  |                 |  |  |                 |  |
|                                      | John Howard, I duca di Norfolk | Robert Howard                      |                                  |  |  |       |  |  |                 |  |  |                 |  |
|                                      | John Howard, I duca di Norfolk | Robert Howard                      |                                  |  |  |       |  |  |                 |  |  |                 |  |
|                                      | John Howard, I duca di Norfolk | Margaret de Mowbray                |                                  |  |  |       |  |  |                 |  |  |                 |  |
| Thomas Howard, II duca di Norfolk    | John Howard, I duca di Norfolk |                                    |                                  |  |  |       |  |  |                 |  |  |                 |  |
|                                      |                                | Katherine de Moleyns               | William de Moleyns               |  |  |       |  |  |                 |  |  |                 |  |
|                                      |                                | Katherine de Moleyns               | William de Moleyns               |  |  |       |  |  |                 |  |  |                 |  |
|                                      |                                | Katherine de Moleyns               | Anne Whalesborough               |  |  |       |  |  |                 |  |  |                 |  |
| Elizabeth Howard                     |                                | Katherine de Moleyns               |                                  |  |  |       |  |  |                 |  |  |                 |  |
|                                      |                                | Frederick Tilney                   | Philip Tilney                    |  |  |       |  |  |                 |  |  |                 |  |
|                                      |                                | Frederick Tilney                   | Philip Tilney                    |  |  |       |  |  |                 |  |  |                 |  |
|                                      |                                | Frederick Tilney                   | Isabel Thorpe                    |  |  |       |  |  |                 |  |  |                 |  |
| Elizabeth Tilney                     |                                | Frederick Tilney                   |                                  |  |  |       |  |  |                 |  |  |                 |  |
|                                      |                                | Elizabeth Cheney                   | Lawrence Cheney                  |  |  |       |  |  |                 |  |  |                 |  |
|                                      |                                | Elizabeth Cheney                   | Lawrence Cheney                  |  |  |       |  |  |                 |  |  |                 |  |
|                                      |                                | Elizabeth Cheney                   | Elizabeth Cockayne               |  |  |       |  |  |                 |  |  |                 |  |
|                                      |                                | Elizabeth Cheney                   |                                  |  |  |       |  |  |                 |  |  |                 |  |